# Referèndum sobre la independència de Catalunya de 2017
El referèndum sobre la independència de Catalunya (oficialment Referèndum d'Autodeterminació de Catalunya, conegut pel numerònim 1-O) va ser un referèndum d'autodeterminació, que fou celebrat el primer d'octubre de 2017.
Fou organitzat pel Govern de Catalunya, format després d'unes eleccions en les quals els partidaris del referèndum van obtenir la majoria en el Parlament de Catalunya. Tanmateix, el Govern d'Espanya s'hi oposà, d'acord amb les lleis i la Constitució del país en aquell moment. La seva convocatòria va ser oficialment suspesa pel Tribunal Constitucional d'Espanya l'endemà de l'aprovació, però el Govern català continuà la seva organització, basant-se en la Llei del referèndum d'autodeterminació de Catalunya, aprovada el 6 de setembre de 2017, el referèndum es convocà enmig d'un xoc de legalitats vigents. Més de dos milions de persones van votar, malgrat les nombroses escenes de violència per part dels cossos i forces de seguretat de l'Estat, que van provocar diversos ferits i centenars de contusionats.
Malgrat que l'Estat espanyol i la seva judicatura mai han reconegut la celebració d'aquest referèndum, sí que ha estat reconegut per sentències internacionals com les del Tribunal de Justícia de la Unió Europea del 5 de juliol de 2023 o la del 19 de desembre de 2019, i que l'han definit com a "referèndum d'autodeterminació".

## Antecedents

### A Catalunya
Des del 2011, el llavors president del Govern Espanyol, Mariano Rajoy, es negà a negociar amb el Parlament Català per a donar més concessions a Catalunya, especialment quant als assumptes dels tributs cobrats per Madrid a Catalunya. Des d'aleshores la negativa del govern central va suposar una motivació creixent perquè s'organitzara un referèndum a Catalunya per decidir sobre l'autodeterminació com a estat independent.

#### Majoria parlamentària

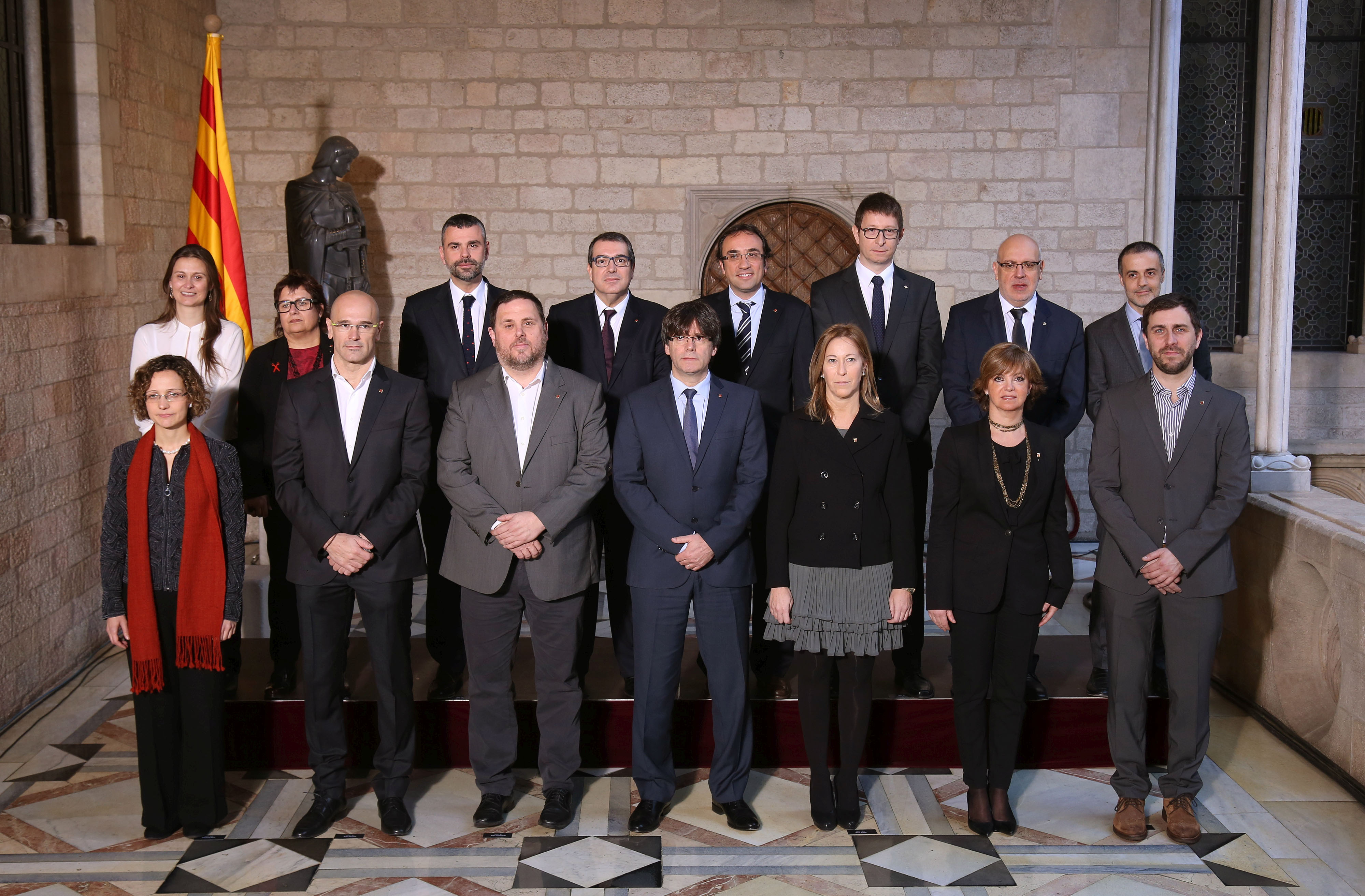
Foto oficial del Govern Puigdemont de 2016.

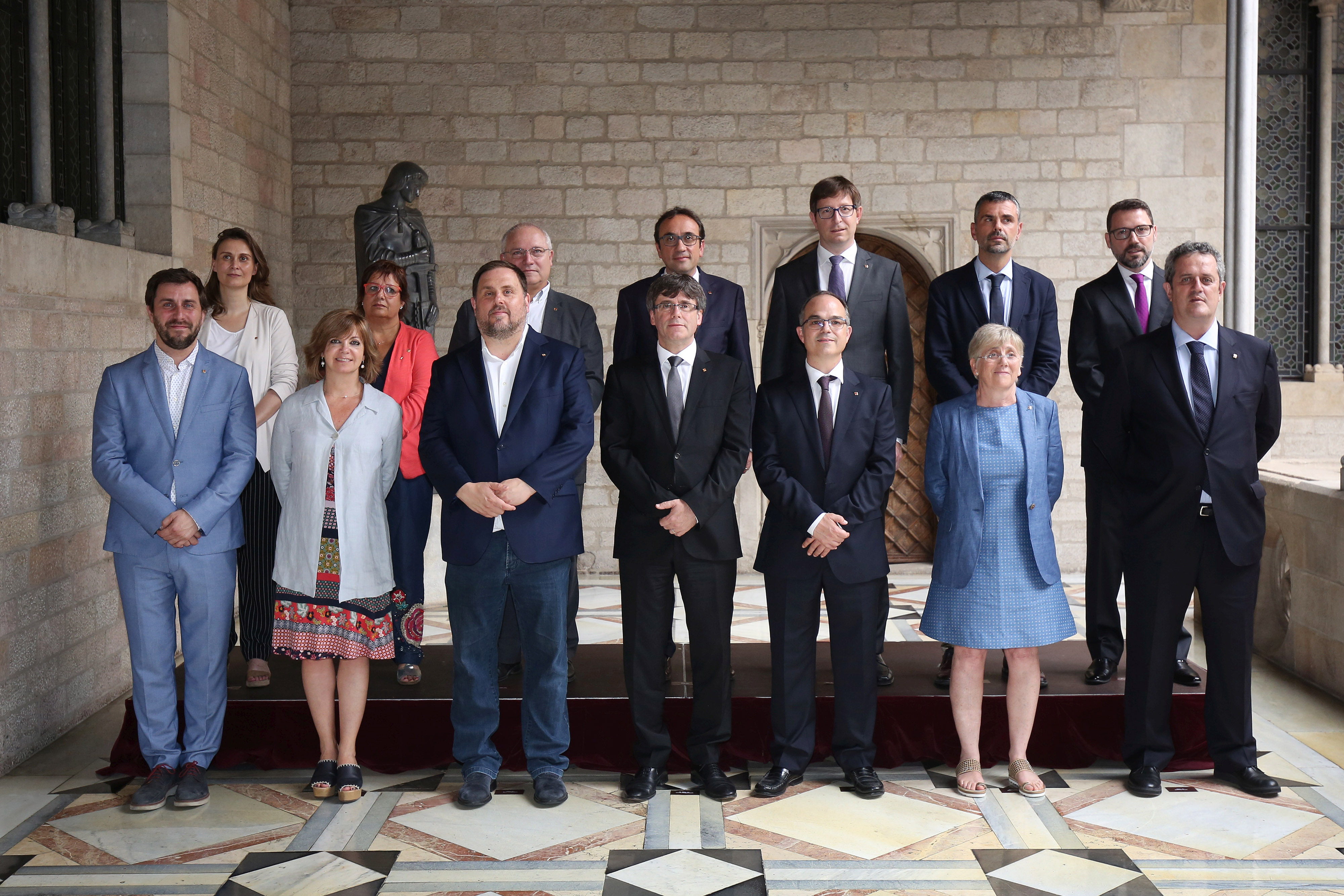
Foto oficial del Govern Puigdemont després de la remodelació de govern del 14 de juliol de 2017, quan alguns consellers van optar per sortir del govern abans del referèndum.

El 27 de setembre de 2015 se celebraren les eleccions al Parlament de Catalunya. Aquests comicis donaren una majoria parlamentària a les forces polítiques pro-referèndum (Junts pel Sí, Catalunya Sí que es Pot i Candidatura d'Unitat Popular - Crida Constituent) i van fer possible la creació d'un govern pro-referèndum. A petició de la CUP, Artur Mas va fer un pas al costat i Carles Puigdemont es convertí en el 130è President de la Generalitat de Catalunya.

#### Anunci de la convocatòria
El 28 de setembre de 2016, Puigdemont va anunciar la futura convocatòria d'un referèndum d'autodeterminació des del Parlament de Catalunya, com a resultat del bloqueig realitzat per part del Govern d'Espanya. També es va fer públic que l'arquitectura del referèndum i la seva organització recauria en el vicepresident, Oriol Junqueras, i el conseller d'Afers i Relacions Institucionals i Exteriors i Transparència, Raül Romeva.
Poc després, el 6 d'octubre de 2016, el ple del Parlament de Catalunya va aprovar la Resolució 306/XI, sobre l'orientació política general del Govern en la qual s'instava al Govern de Catalunya a la celebració d'un referèndum vinculant sobre la independència de Catalunya, a tot tardar el setembre del 2017 amb una pregunta clara i de resposta binària. La resolució va ser suspesa pel Tribunal Constitucional d'Espanya el 14 de desembre del mateix any, arran de l'admissió a tràmit de l'incident d'execució de sentència presentat pel Govern d'Espanya.

#### Constitució del Pacte Nacional pel Referèndum
El 23 de desembre de 2016 es constituí el Pacte Nacional pel Referèndum amb l'objectiu de celebrar el referèndum sobre la independència. La comissió executiva del pacte estava formada per: Joan Ignasi Elena (coordinador), Maite Arqué, Jaume Bosch, Francesc de Dalmases, Carme-Laura Gil, Itziar González, Francesc Pané i Carme Porta.

#### Presentació al Parlament Europeu
El 24 de gener de 2017 el Govern de Catalunya va presentar el referèndum a la seu del Parlament Europeu, concretament a la sala PHS 3C050 de la seu de Brussel·les. L'acte, que portava per títol "The Catalan Referendum", va comptar amb la intervenció del president Carles Puigdemont, el vicepresident Oriol Junqueras i el conseller d'afers exteriors Raül Romeva. Hi van assistir unes 500 persones, entre les quals hi havia eurodiputats, diplomàtics i periodistes de mitjans internacionals.

#### Anunci de la data i pregunta

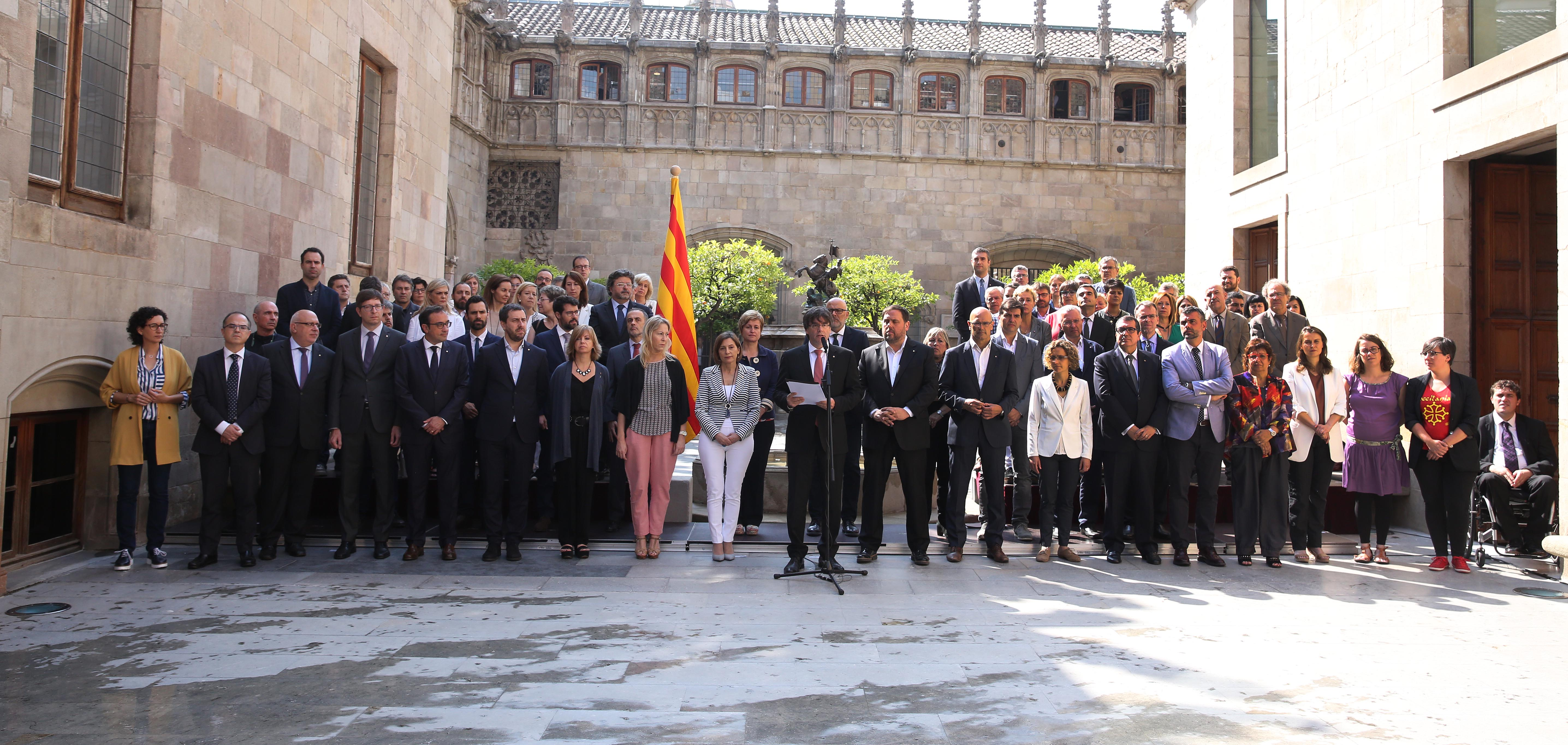
Moment de l'anunci de la data i la pregunta al Pati dels Tarongers.

El 9 de juny de 2017 el Govern de Catalunya juntament amb tots els diputats independentistes al Parlament de Catalunya va anunciar la data i pregunta pel referèndum en un acte solemne al Pati dels Tarongers del Palau de la Generalitat. La pregunta seria: «Voleu que Catalunya sigui un estat independent en forma de República?», que estaria redactada en català, castellà i occità. La data fixada pel referèndum va ser el primer d'octubre de 2017.

#### Inici de la pre-campanya

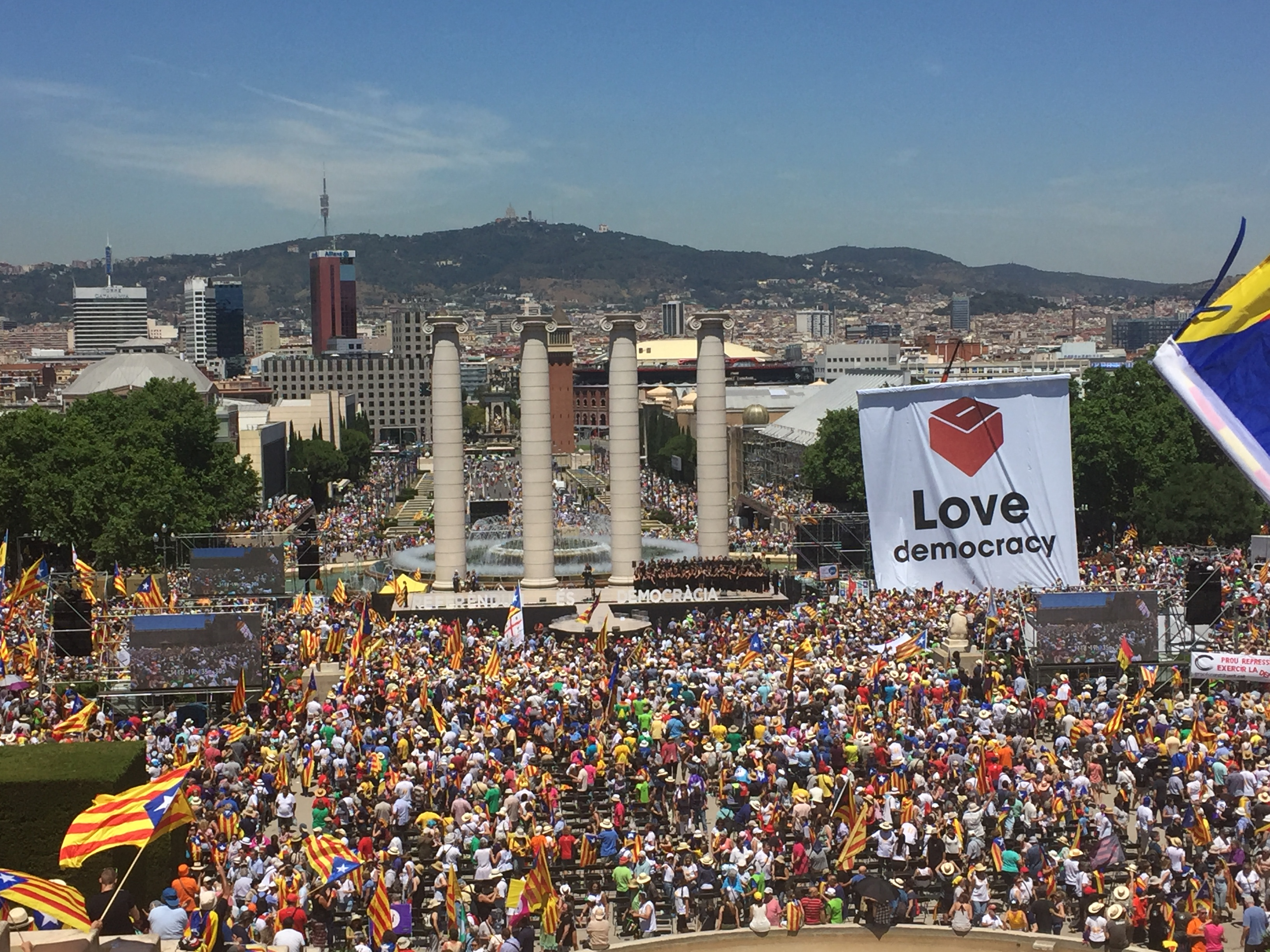
Acte de suport al referèndum de l'11 de juny de 2017.

Aquella mateixa setmana, el diumenge 11 de juny, es va celebrar un acte de suport al govern, promogut per les organitzacions independentistes, Assemblea Nacional Catalana, Òmnium Cultural i Associació de Municipis per la Independència, davant les Quatre Columnes de Puig i Cadafalch al parc de Montjuïc de Barcelona. A l'acte hi varen assistir entre 30.000 i 40.000 persones i va comptar amb la presència, entre altres personalitats que hi donaven suport, de Josep Guardiola, qui va llegir el manifest oficial de les entitats convocants.

#### Presentació de la Llei del referèndum

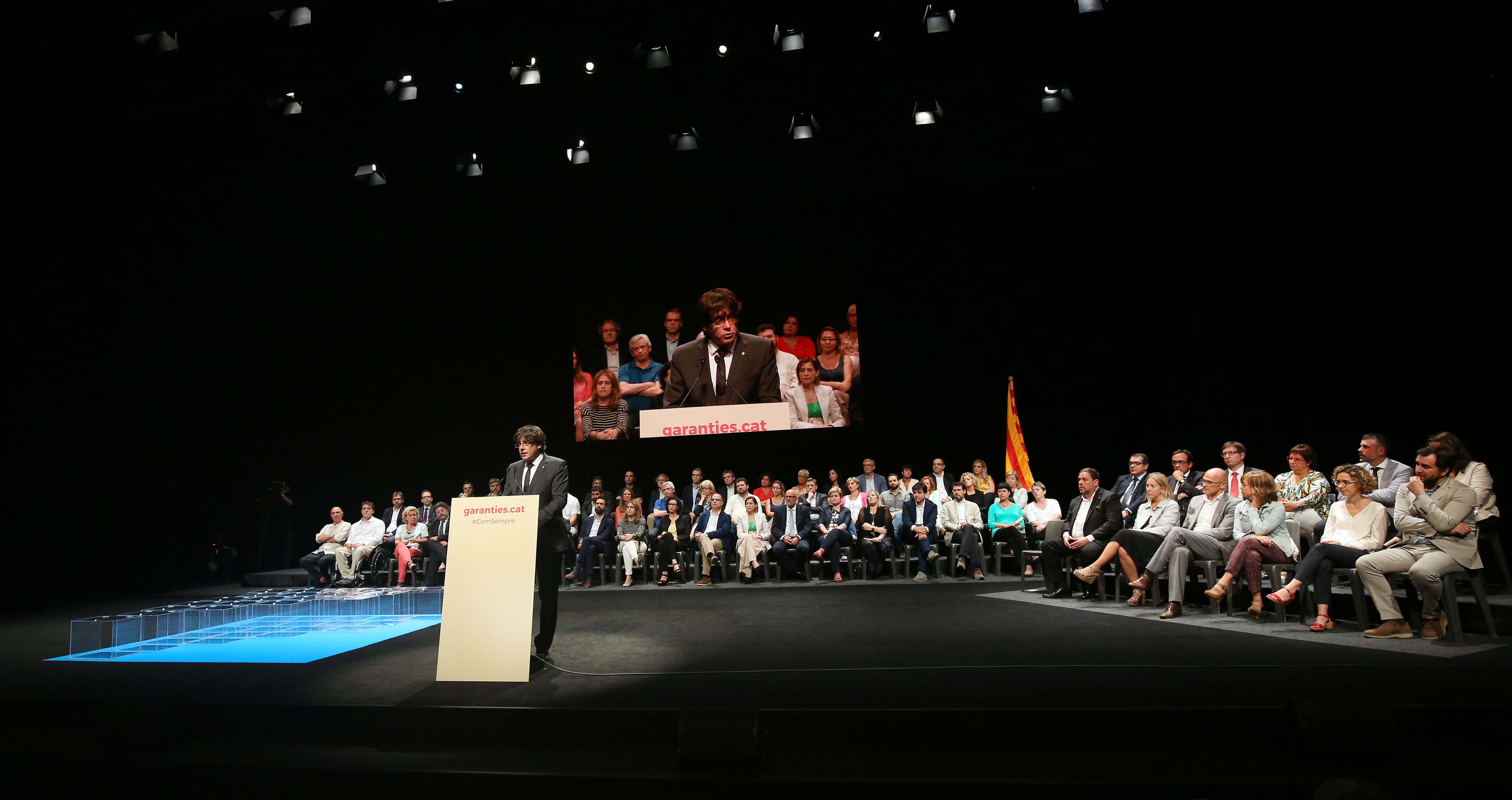
Presentació pública de la llei al Teatre Nacional de Catalunya.

El 4 de juliol de 2017 es va presentar l'esborrany de la Llei del referèndum d'autodeterminació vinculant sobre la independència de Catalunya al Parlament de Catalunya i posteriorment al Teatre Nacional de Catalunya. L'objectiu d'aquesta llei era regular la celebració del referèndum d'autodeterminació vinculant sobre la independència de Catalunya, les seves conseqüències en funció de quin sigui el resultat i la creació de la Sindicatura Electoral de Catalunya.

#### Manifest de Les
El 14 d'agost de 2017 un conjunt de ciutadans i polítics de l'Aran van fer públic el Manifest de Les, en el qual es donà suport al referèndum sobre la independència de Catalunya i al procés independentista català.

#### Llei de transitorietat jurídica i fundacional de la República
El 28 d'agost de 2017 la majoria independentista del Parlament, formada pels grups parlamentaris de JxSí i la CUP-CC, va presentar i registrar al Parlament de Catalunya la Llei de transitorietat jurídica i fundacional de la República. El 31 d'agost el Departament d'Exteriors del Govern va enviar una comunicació a les cancelleries internacionals amb un informe titulat «Catalonia's Legitimate Right to Decide» elaborat per un grup d'experts en dret internacional. L'informe avalava la legitimitat del referèndum després d'analitzar els antecedents històrics, polítics i sociològics, el dret a decidir, la legalitat del referèndum i la legitimitat del Govern en la crida a les urnes.

#### Es dissol laSindicatura Electoral de Catalunya
El 23 de setembre, es va dissoldre la Sindicatura Electoral a conseqüència de la dimissió de tots els seus membres per evitar unes elevades multes imposades pel Tribunal Constitucional, i delega la seva funció en els observadors internacionals. Aquesta dimissió forçada contradeia l'article 20.1 de la Llei del Referèndum, que afirma que "els membres de la Sindicatura Electoral de Catalunya són inamovibles". Algunes fonts expressaren que, amb aquests fets, el referèndum tenia una manca de garanties legals.

#### Acte final de campanya
El divendres 29 de setembre pocs minuts després de les 19.00 h a la Font Màgica de Montjuïc es va celebrar l'acte final de la campanya pel 'sí'. Hi participaren l'ANC, Òmnium i els partits partidaris de la independència. Es realitzaren diversos concerts que en acabar donaren peu als parlaments de representants d'EUiA, Podem, BeC, MES, Demòcrates, CUP, ERC, PDeCAT, ACM, AMI, Òmnium i l'Assemblea Nacional Catalana; també varen parlar el president de la Generalitat, Carles Puigdemont, i el vicepresident, Oriol Junqueras.

#### Posició dels partits no independentistes
Tant el PSC com Ciutadans i el PP català van rebutjar la convocatòria del referèndum. En el cas del PSC, amb molta presència a les institucions locals, es va demanar als seus alcaldes i regidors que no col·laboressin amb la consulta. Aquest partit també va comunicar als seus càrrecs institucionals que en el cas que el Govern demanès de forma oficial la col·laboració dels ajuntaments es demanés un informe jurídic al secretari de la respectiva corporació abans de prendre qualsevol decisió. Per la seva banda Catalunya Sí que es Pot va considerar el referèndum com una mobilització legítima però va optar per l'abstenció.

### A l'Estat Espanyol

#### Querella de la fiscalia
El 13 de juny de 2017 el Fiscal Superior de Catalunya, dependent del Fiscal General de l'Estat d'Espanya, va presentar al Tribunal Superior de Justícia de Catalunya una ampliació de la querella existent contra Meritxell Borràs i Francesc Esteve per l'acord marc per la compra d'urnes, acusant-los de desobediència, prevaricació i malversació de fons públics.

#### Primers interrogatoris de la Guàrdia Civil
Durant el mes de juliol de 2017 la Guàrdia Civil, cos policial de naturalesa militar i dependent del Govern d'Espanya, cità a declarar a diferents persones impulsores del referèndum. El 26 de juliol s'interrogà a Joaquim Nin, secretari general de Presidència, i Jordi Graells, director general d'Atenció Ciutadana. El 27 de juliol s'interrogà a Jaume Clotet, director de comunicació del Govern, i també a Joan Ignasi Elena, coordinador del Pacte Nacional pel Referèndum. El 28 de juliol s'interrogà a Anna Molas, directora de comunicació del Departament d'Exteriors, Relacions Institucionals i Transparència, i també a Ignasi Genovès, director general de Difusió. En un primer moment, es feu públic que les diligències eren obertes pel Tribunal Superior de Justícia de Catalunya. Tanmateix, el mateix tribunal va desmentir, en un comunicat, aquest fet i assegurà que les diligències no van ser sol·licitades a instància seva.

#### Aprovació de la Llei del referèndum i signatura del decret de convocatòria
El 6 de setembre de 2017 el ple del Parlament de Catalunya va aprovar la Llei del referèndum d'autodeterminació vinculant sobre la independència de Catalunya.
El procés d'aprovació s'inicià quan les diputades Marta Rovira, de Junts pel Sí i Anna Gabriel de la CUP hi sol·licitaren una alteració de l'ordre del dia mitjançant el procediment descrit a l'article 81.3 del Reglament del Parlament de Catalunya. La publicació del projecte de llei al Butlletí Oficial del Parlament de Catalunya, però, no va estar exempta de polèmica.
Xavier Muró, secretari general del Parlament, i Antoni Bayona, el lletrat principal del mateix, es negaren a publicar i firmar el projecte de llei per considerar-lo contrari a resolucions anteriors del Tribunal Constitucional i, per això, il·legal. Prèviament els lletrats de la institució havien advertit de la il·legalitat que suposaria tramitar aquesta llei.
Aquesta publicació en el BOPC va ser considerada "anòmala" pels grups de l'oposició, però la presidenta Carme Forcadell assegurà que la publicació era un simple "automatisme", i que havia estat "perfectament legal i reglamentària" sobre la base de l'article 112 del Reglament.
El procediment que es va emplear va suposar saltar-se tràmits habituals, reduint el ple a només un dia i a sols dues hores el temps per presentar esmenes, evitant el debat en la Cambra i fent impossible la impugnació de la llei al Consell de Garanties Estatutàries.
La norma va ser aprovada amb l'hemicicle mig buit amb 72 vots a favor de Junts pel Sí, la CUP i del diputat no adscrit Germà Godó, i onze abstencions del diputats de Catalunya Sí que es Pot, que varen decidir abstenir-se per considerar que el procediment no comptava amb cap garantia i que s'estaven violant els drets dels parlamentaris i de tota la ciutadania. Els diputats de Ciutadans, PSC i PP havien abandonat l'hemicicle abans de la votació per considerar que la llei i la seva aprovació eren il·legals. Com gest simbòlic, els diputats del PP varen estendre senyeres catalanes i banderes espanyoles als seus escons abans d'anar-se'n; de les quals la diputada de Catalunya Sí que es Pot Àngels Martínez va retirar les espanyoles.
Després que el ple del Parlament de Catalunya aprovés la Llei del referèndum d'autodeterminació vinculant sobre la independència de Catalunya, tots els membres del Govern de Catalunya van signar el Decret de convocatòria del referèndum d'autodeterminació de Catalunya i el Decret de normes complementàries per a la realització del referèndum d'autodeterminació de Catalunya.

#### Reacció i bloqueig del Govern Espanyol

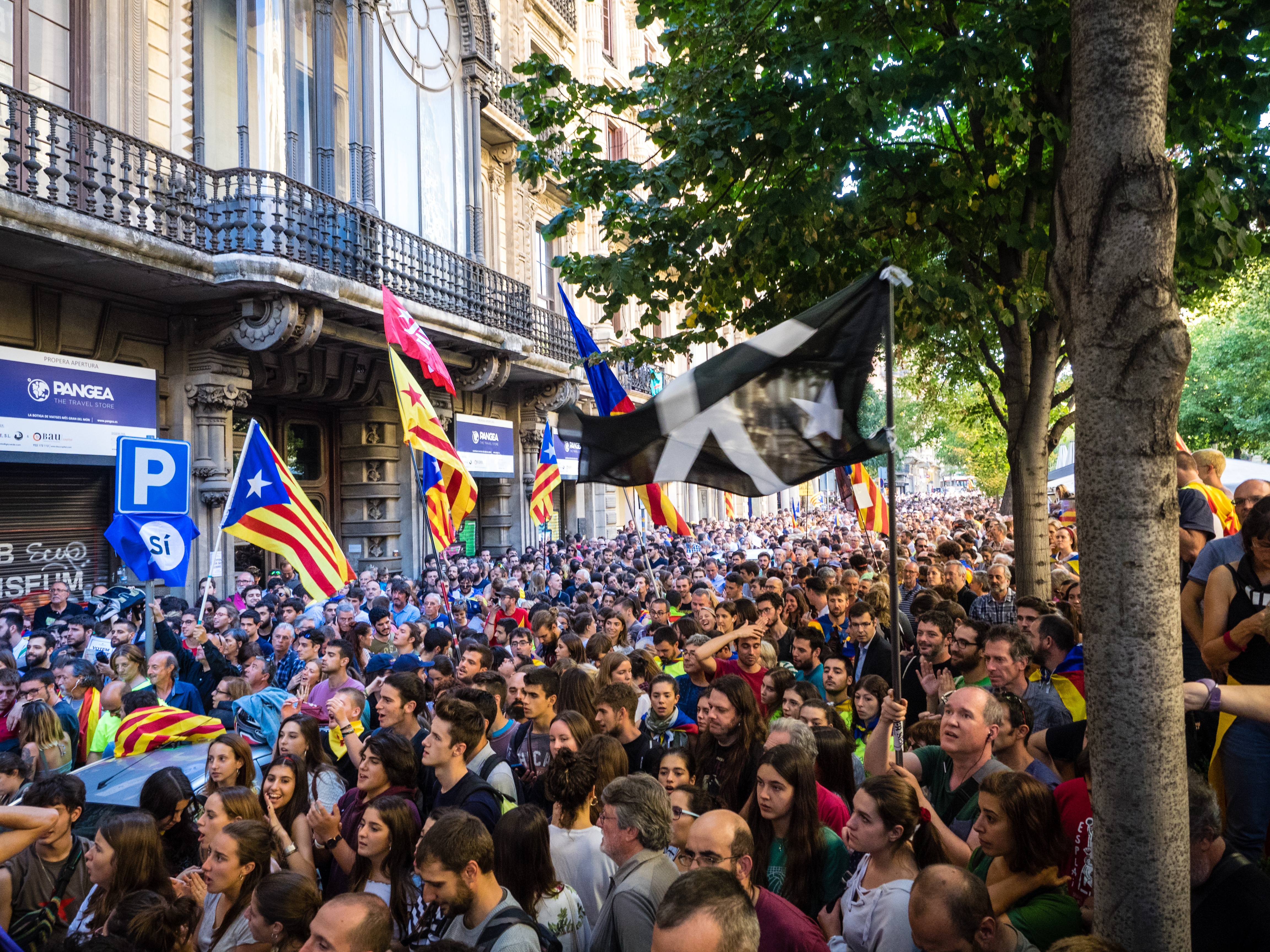
Concentració popular davant la seu d'Economia.

El 9 de setembre de 2017, per ordre del jutge Juan Antonio Ramírez Sunyer, la Guàrdia Civil va entrar a la redacció del mitjà de comunicació El Vallenc, de Valls, a la recerca de preparatius per al referèndum. El seu director fou citat a declarar a la caserna que l'institut armat té a Tarragona. El Ministeri fiscal d'Espanya cità a declarar com a investigats a 712 alcaldes dels ajuntaments que col·laboren amb el referèndum i demanà a la policia que detingués els que no es presentessin a declarar. La Guàrdia Civil entrà a l'empresa CDMon que gestionava el domini i el tancà. El Govern de Catalunya obrí dues noves pàgines oficials del referèndum.

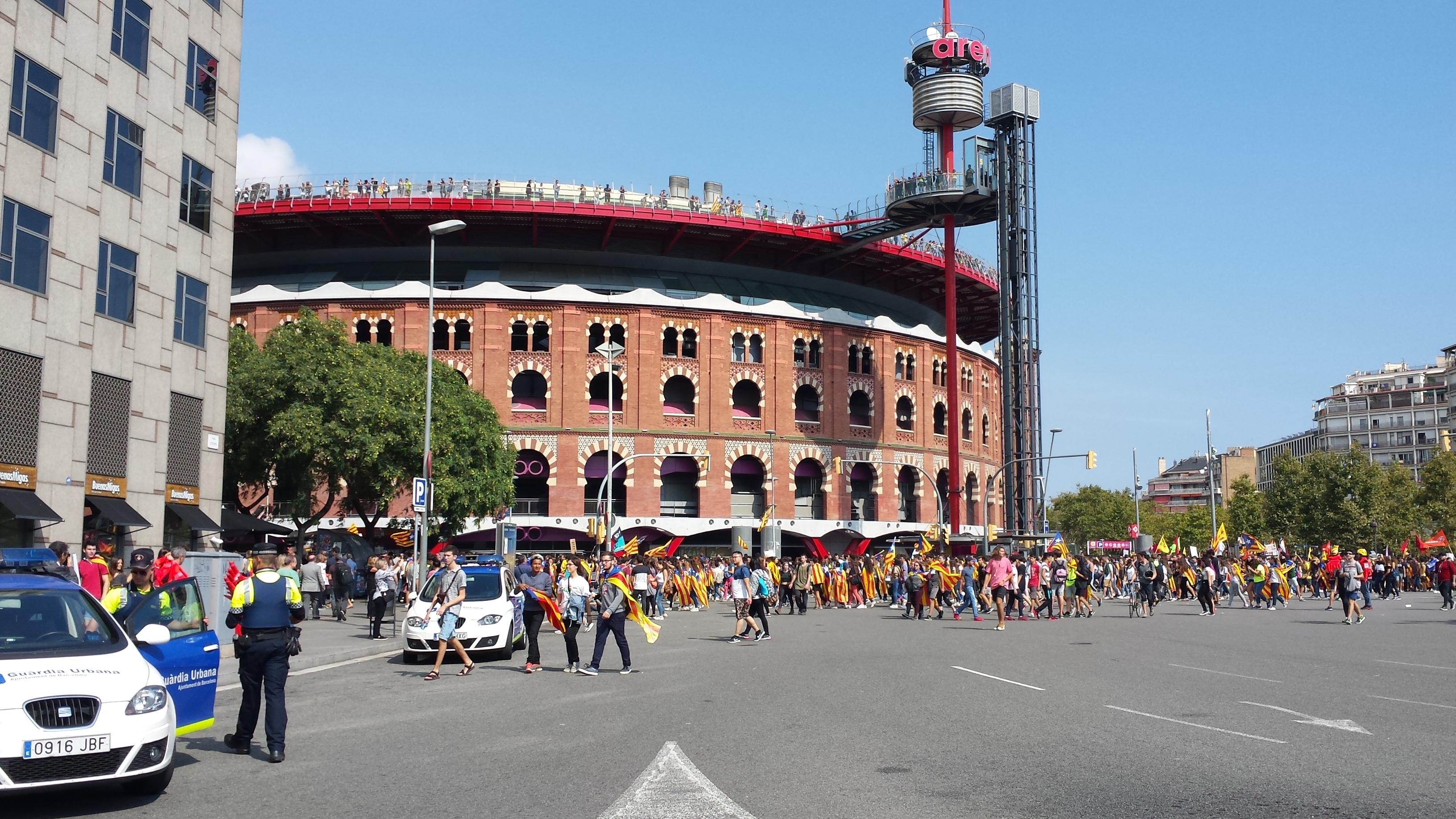
Marxa estudiantil a favor del referèndum passant per la Plaça d'Espanya, el 28 de setembre.

El 15 de setembre, la Guàrdia Civil entrà a les redaccions de diferents mitjans de comunicació catalans i identificà a periodistes que hi treballaven. Els mitjans afectats per aquesta actuació de l'institut armat foren: El Punt Avui, VilaWeb, El Nacional, Racó Català i Llibertat.
El 20 de setembre del 2017 la Guàrdia Civil va irrompre al Departament d'Economia, Benestar i Afers Socials, el Departament de Governació, Exteriors, a l'Administració Oberta de Catalunya, a l'ICF i al CTTI i va detenir 12 persones. Per aquest motiu el Govern de la Generalitat va anunciar la presentació d'una denúncia contra el jutge i la Guàrdia Civil. El jutge Juan Antonio Ramírez Sunyer es va defensar assegurant que no era una causa política.
El 29 de setembre la delegació del govern espanyol a Catalunya va sol·licitar a Aviació Civil tancar l'espai aeri de Barcelona per a vols operant sota regulacions VFR i aquesta li ho va concedir, impedint els vols sota normes de vol visual (és a dir, en els quals el pilot opera únicament amb l'ajut de l'observació visual) entre el 29 de setembre i el 2 d'octubre. Aquesta restricció no afectà els vols comercials operant al Aeroport del Prat (ja que operen sota regulacions ILS) ni els serveis d'emergència.

#### El Fiscal General de l'Estat no descartà demanar pena de presó pel president
El Fiscal General de l'Estat afirmà que no descartava demanar pena de presó pel president de Catalunya, Carles Puigdemont, per haver impulsat el referèndum sobre la independència.

### Internacionals

#### L'ONUno es pronuncia oficialment
Ban Ki-Moon, secretari general de les Nacions Unides, afirmà el 2015 durant una entrevista periodística i a títol personal que "Espanya s'ha mantingut com un estat sobirà en si mateix, incloent Catalunya. Quan es parla d'autodeterminació, hi ha algunes àrees on Nacions Unides ha reconegut aquest dret, com ara territoris sense autogovern. Però no crec que Catalunya sigui inclosa en aquesta categoria [la de territoris sense autogovern]".
L'ONU va rebutjar el 26 de juliol de 2017 d'inscriure com a observador electoral al Diplocat, tot i que aquest afirmà que la seva petició no tenia res a veure amb l'1-O. L'octubre de 2019, l'ONU encara no s'havia pronunciat oficialment sobre el procés català més enllà de condemnar mitjançant el seu grup de treball sobre la Detenció Arbitrària la situació de presó preventiva dels polítics empresonats.

#### Suports externs a la convocatòria

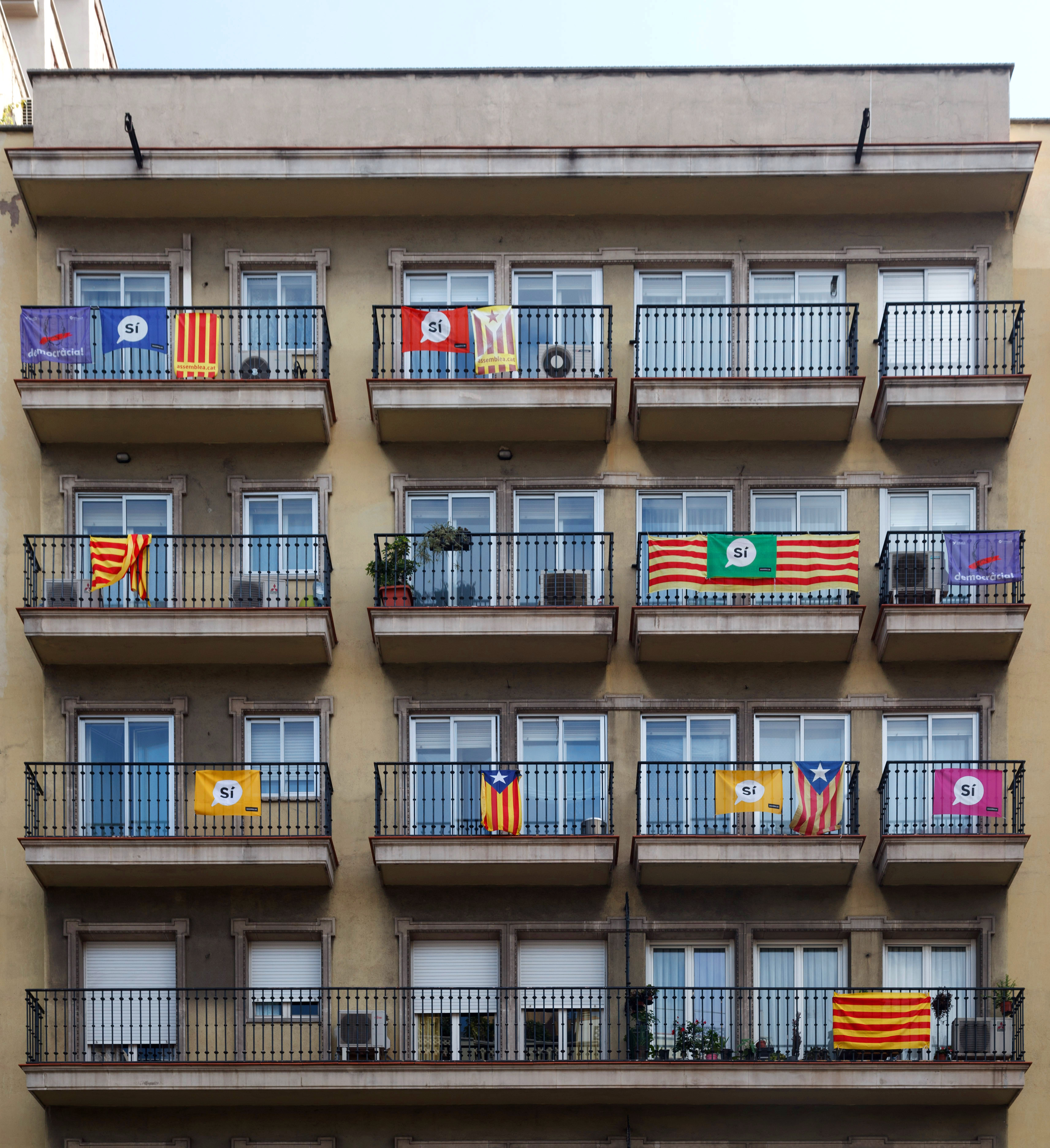
Banderes independentistes a Barcelona.

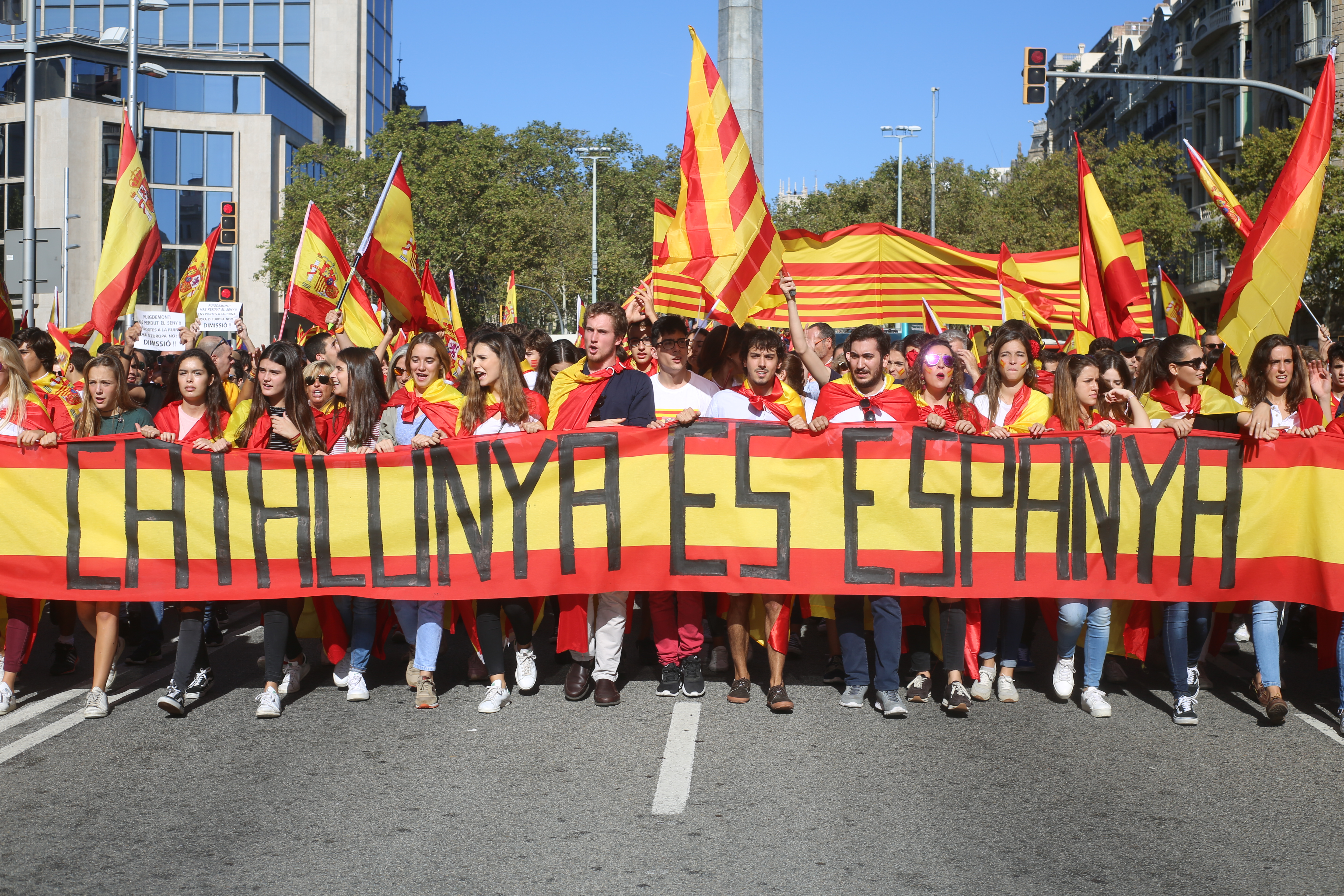
Manifestació unionista a Barcelona.

El 4 de setembre de 2017 el Premi Nobel de la Pau Ahmed Galai llegí el manifest «Deixin votar els catalans» des del Palau de la Generalitat acompanyat del president Carles Puigdemont. Galai assegurà que "les urnes mai no haurien de ser considerades com un problema ni la causa d'un conflicte" i, en aquest cas, el referèndum impulsat pel Govern per al primer d'octubre, "tampoc". També declarà que "les urnes són la solució civilitzada i democràtica dels conflictes i l'1 d'octubre no n'hauria de ser una excepció".
El 4 de setembre de 2017 alguns militants històrics del Partit Socialista Unificat de Catalunya van signar el manifest «El 78 no va ser possible. Ara podem» que dona suport al referèndum sobre la independència del primer d'octubre. Entre els signants hi havia l'exalcalde de Cornellà de Llobregat, Frederic Prieto, l'exalcalde de Tiana, Emili Muñoz, l'arqueòleg Eudald Carbonell i l'exdiputat Alfredo Amestoy.
El 5 de setembre de 2017 les persones impulsores del manifest «Crida del Baix Llobregat» presentaren el document que crida a participar en referèndum sobre la independència. Entre els signants hi havia, principalment, electes i exelectes del Baix Llobregat de partits en els quals les direccions havien optat per fer una crida a no participar en el referèndum com ara el Partit dels Socialistes de Catalunya i Iniciativa per Catalunya Verds.

#### LaComissió Europeaes pronuncia
El president de la Comissió Europea, Jean-Claude Juncker, digué que respectaria el resultat del referèndum si aquest fos legal, i que "qualsevol acció contra la Constitució d'un Estat membre és una acció contra la Unió Europea" i suposaria que Catalunya quedaria fora de la unió. Posteriorment, la Comissió Europea va fer públic per Twitter que la validesa del referèndum depenia de la decisió del Tribunal Constitucional d'Espanya.

#### Reacció d'Amnistia Internacionali premsa internacional
Aquest mateix dia, l'ONG Amnistia Internacional va demanar a les autoritats espanyoles i catalanes que es respectessin els drets de llibertat d'expressió, reunió i manifestació, per la suspensió o la denegació d'autorització d'actes a favor del referèndum a Madrid, Vitòria, Gijón, Saragossa, o Castelldefels. A més, mostrà preocupació per l'actitud de les autoritats davant aquestes i per les investigacions que ordenà el Tribunal Superior de Justícia de Catalunya a mitjans que fessin publicitat o convocatòria del referèndum.
La publicació anglesa The Economist indicà que la Generalitat hauria de retirar la seva iniciativa de referèndum i que caldria que Mariano Rajoy cerqués el diàleg amb Catalunya permetent una reforma constitucional que permetés un referèndum pactat. El diari Financial Times va afirmar que la celebració d'un referèndum no servia com a base per a la declaració d'un nou estat.

## Organització

### Legislació aprovada

Posicionament dels municipis catalans respecte al referèndum del primer d'octubre. En verd fosc: municipis favorables a cedir espais pel referèndum i a col·laborar amb el Govern de la Generalitat; en vermell: municipis contraris a cedir espais pel referèndum ni a col·laborar amb el Govern de la Generalitat; en verd clar: municipis amb acords de col·laboració amb el Govern de la Generalitat en relació al referèndum; en gris: municipis sense pronunciar-se.

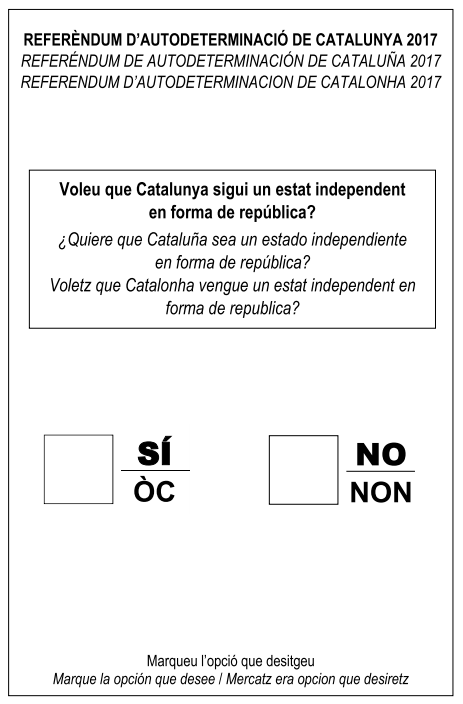
Facsímil de la cèdula de votació que es va fer servir al referèndum d'autodeterminació de Catalunya de 2017.

- Llei 19/2017, del 6 de setembre, del referèndum d'autodeterminació (text)

- Decret 139/2017, de 6 de setembre, de convocatòria del Referèndum d'Autodeterminació de Catalunya (text)

- Decret 140/2017, de 6 de setembre, de normes complementàries per a la realització del Referèndum d'Autodeterminació de Catalunya (text)

### Data
El dia de la celebració del referèndum fou el diumenge, primer d'octubre de 2017, segons va anunciar el President de la Generalitat de Catalunya en una compareixença al Pati dels Tarongers del Palau de la Generalitat el 9 de juny de 2017.

### Electorat
L'electorat fou format per:
- Les persones que tinguessin la condició política de català, majors de 18 anys el dia de la votació, que no es trobessin en alguna de les situacions que legalment priven del dret de vot i que estiguessin inscrites en el cens electoral.
- Les persones catalanes residents a l'estranger que haguessin tingut a Catalunya el darrer veïnatge administratiu, que complissin els requisits legalment exigibles i que haguessin sol·licitat formalment prendre part en la votació.

### Supervisió electoral
La Sindicatura Electoral de Catalunya va ser l'òrgan designat per supervisar el referèndum. Aquest òrgan l'integraren cinc experts en processos electorals, nomenats pel Parlament de Catalunya per majoria absoluta, que havien de "garantir la transparència i l'objectivitat del procés electoral i l'exercici efectiu dels drets electorals." Segons alguns mitjans de comunicació, entre aquests cinc experts no hi havia cap partidari clar del no, pel qual, alguns mitjans de comunicació rebutjaren la seva objectivitat.
El 23 de setembre tots els seus membres van dimitir davant l'advertiment de possibles multes del Tribunal Constitucional, i la seva funció va passar a mans d'observadors internacionals. Segons alguns mitjans de comunicació, aquesta dimissió contradeia l'article 20.1 de la Llei del Referèndum, que afirmava que "els membres de la Sindicatura Electoral de Catalunya són inamovibles".
A més, com que la Sindicatura Electoral no es va tornar a constituir a temps pel referèndum, les funcions que la llei del referèndum els havia assignat a l'article 19, com per exemple "vetllar per les condicions d'imparcialitat i pluralisme dels mitjans de comunicació públics i privats", no varen estar realitzades per aquesta sinó per terceres persones, quedant fora de la pròpia llei del referèndum. D'aquesta manera, al referèndum hi va haver una manca de garanties legals al no poder tornar-se a constituir la Sindicatura.

### Pregunta
La qüestió del referèndum és: «Voleu que Catalunya sigui un estat independent en forma de República?».

### Campanya
La campanya de propaganda va tenir una durada de quinze dies. Va començar a les 00.00 hores del dia 15 de setembre de 2017 i finalitzà a les 24.00 hores del 29 de setembre de 2017, dia anterior a la jornada de reflexió. Durant la campanya, el Govern d'Espanya i els diferents cossos policials que en depenen, van bloquejar-ne el desenvolupament ordinari. Per exemple, es van detenir a diferents membres impulsors del referèndum; es va impedir la celebració d'actes a favor del dret d'autodeterminació, el referèndum i la independència; es va requisar material de campanya (cartells, fulletons...) i es va impedir l'accés al lloc web oficial del referèndum.

### Dades d'organització
El cens electoral total era de 5.343.358 persones majors de 18 anys. El nombre de col·legis electorals de 2.315 i el nombre de meses de 6.249. Hi va haver 7.235 persones de les institucions implicades a controlar la jornada d'un total de més de 50.000 que es van presentar voluntaris.

### Observadors internacionals

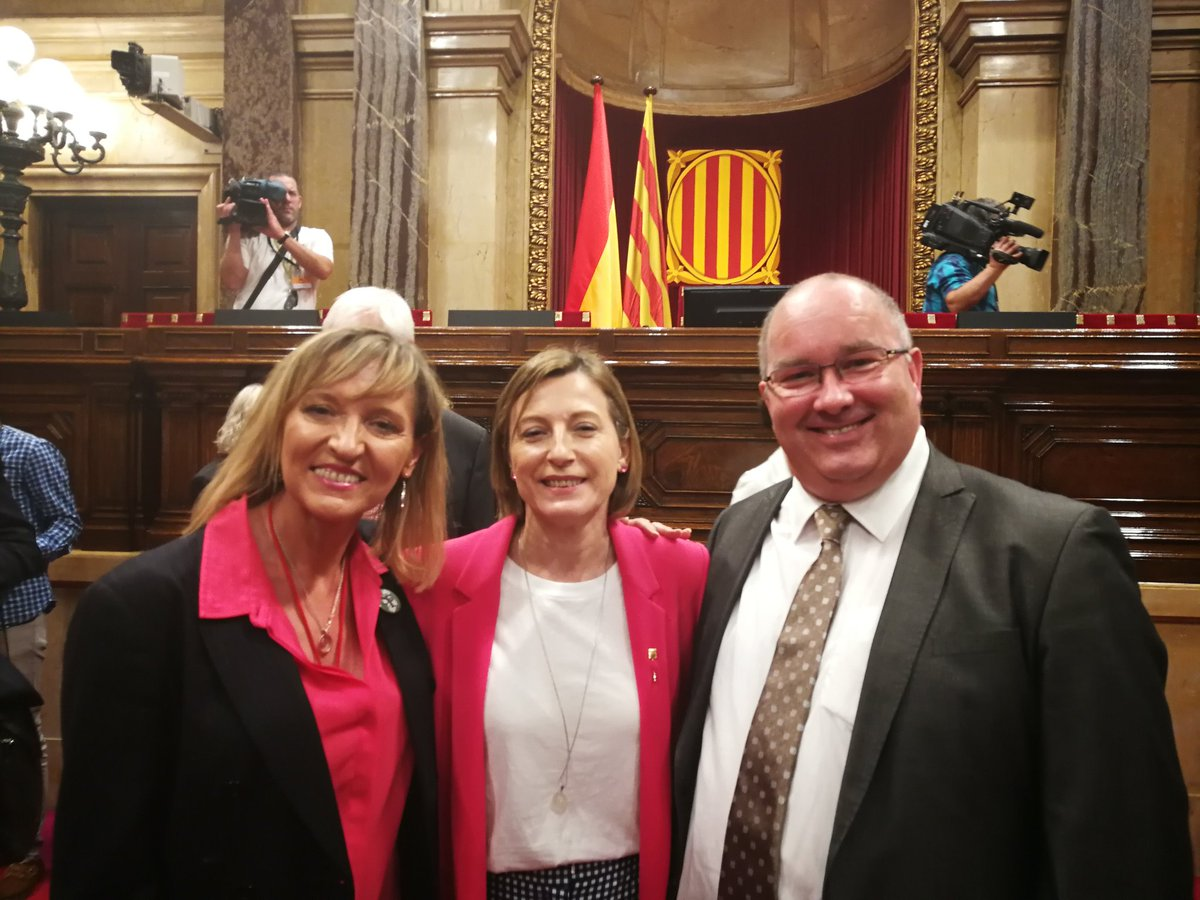
Membres del Sinn Féin amb Carme Forcadell.

El referèndum va comptar amb la presència de diferents observadors internacionals. La primera observadora internacional acreditada, impulsada per The Hague Centre for Strategic Studies, fou encapçalada per Daan Everts i estava formada per 20 observadors provinents dels Estats Units d'Amèrica, Regne Unit, Països Baixos, França i Polònia, entre d'altres. La segona missió internacional, anomenada International Electoral Expert Research Team, estava encapçalada per Helena Catt i formada per 17 observadors del Regne Unit, França, Irlanda i Nova Zelanda, entre d'altres. També hi va haver una delegació de 33 parlamentaris i polítics, anomenada International Parliamentary Delegation on Catalonia's Referendum on Self-Determination Oct. 1st 2017, de partits polítics d'Eslòvenia, Bèlgica, Dinamarca, Estònia, Finlàndia, França, Alemanya, Grècia, Islàndia, Irlanda, Israel, Letònia, República de Macedònia (avui, Macedònia del Nord), Mònaco, Espanya, Suècia i Regne Unit.
D'aquests observadors internacionals, els convocats per Diplocat no varen ser reconeguts per l'ONU com a tals al no reconèixer el Diplocat com a observador internacional.

### Finançament
El finançament de l'organització, segons el Govern Espanyol, va consistir totalment en diners privats. El Ministeri d'Hisenda va basar aquesta afirmació en el fet que des del 2015 els comptes de la Generalitat de Catalunya foren intervinguts.

## Jornada electoral

### Defensa dels col·legis
De manera auto organitzada, les AMPA, veïns i els anomenats Comitès de Defensa del Referèndum (CDR) de cada col·legi i municipi van començar a organitzar activitats als centres a partir del final de la jornada escolar de divendres 29 de setembre per tal d'impedir-ne el tancament i precinte a mans dels Mossos d'Esquadra, seguint les ordres de la Fiscalia i els tribunals. Malgrat tot, tancaren 227 col·legis, impedint així el dret a vot de milers de ciutadans. A última hora, quan els ciutadans ja havien organitzat de forma espontània centenars de tancades, les entitats i fonts del mateix Govern de Catalunya, que inicialment havien cridat a fer cues als col·legis des de diumenge al matí, van fer una crida perquè la gent ocupés els col·legis electorals durant el cap de setmana, amb l'objectiu d'evitar-ne el tancament, tal com havia manat la jutgessa del Tribunal Superior de Justícia de Catalunya. D'aquesta manera, moltes escoles van fer activitats lúdiques durant divendres a la tarda i dissabte. Les entitats van convocar a la ciutadania a defensar els col·legis diumenge des de les cinc del matí.

### Actuacions policials
Els comandaments dels Mossos d'Esquadra havien comunicat als agents del cos que compliríen i farien complir l'ordre de la jutgessa del TSJC, que manava evitar el referèndum i requisar qualsevol tipus de material per a dur-lo a terme, així com tancar i precintar els col·legis electorals. Així, els agents d'aquest cos clausuraren i precintaren fins a 227 col·legis. Els comandaments, però, també indicaren als agents que s'havia de fer sense alterar la convivència, tal com ordenava la jutgessa, per aquest motiu s'especificà als agents que restringissin l'ús de la violència només quan fos estrictament necessari: en defensa pròpia o de tercers. Els Mossos d'Esquadra també van informar la Junta de Seguretat que el precintament de col·legis podria portar greus problemes d'ordre públic. A l'inici de la jornada electoral, els mossos requisaren paperetes, urnes i aixecaren actes.
Abans de l'obertura dels col·legis electorals i durant tot el dia, agents de la Guàrdia Civil i el Cos Nacional de Policia carregaren amb violència contra les persones que es negaven a abandonar els col·legis electorals o els impedien el pas i entraren als col·legis electorals tot causant en diversos casos desperfectes al mobiliari (la Generalitat calculà els desperfectes en 314.000 euros), especialment en les ocasions en les quals els votants es varen atrinxerar. Aquestes càrregues formaven part de l'Operació Copèrnic, una operació que va costar uns 87 milions d'euros segons anuncià el ministre de l'interior d'Espanya Juan Ignacio Zoido. L'actuació de la Policia Nacional i la Guardia Civil causà 1066 ferits que van requerir atenció mèdica, entre els quals un 83 % amb contusions o policontusions lleus(amb 5 de greus, un dels quals perdé la visió d'un ull) entre els quals n'hi havia 23 majors de 79 anys i 2 menors d'11 anys. Un informe del departament de Salut també recollia que 9 agents de la Policia Nacional, 2 de la Guàrdia Civil i 1 dels Mossos d'Esquadra van resultar ferits. Les càrregues van rebre nombroses condemnes, principalment de mitjans de comunicació i polítics internacionals com ara el Primer Ministre belga, el Ministre d'Exteriors finlandès, el Primer Ministre eslovè o nombrosos diputats. Les actuacions de la Policia i la Guàrdia Civil suposaren la clausura de 92 col·legis més. Entre Mossos d'Esquadra i cossos estatals es clausuraren 319 col·legis. Informacions periodístiques van xifrar en més de 1.000 efectius els policies que van actuar aquell dia a Catalunya. No hi ha dades oficials des del Govern espanyol, ja que va considerar l'actuació com a secret d'estat.
Durant les càrregues i els assalts a col·legis s'empraren pilotes de goma, material prohibit a Catalunya, i gasos lacrimògens. Malgrat que el Govern espanyol defensà la proporcionalitat de les actuacions policials, els observadors internacionals es declararen impactats i digueren que l'objectiu de les actuacions policials violentes era evitar un procés democràtic pacífic; alguns mitjans internacionals com ara la CNN citaren les declaracions de Jordi Turull respecte les actuacions policials en les quals afirmà que la situació és "la vergonya d'Europa"; d'altres com Libération digueren que era la derrota de Rajoy.
Per contra, la Comissió Europea manifestà el seu suport al Govern d'Espanya, reafirmà la il·legalitat del referèndum, recordà que una Catalunya independent quedaria fora de la Unió Europea i demanà que ambdós bàndols deixessin la confrontació i comencessin el diàleg.
També hi hagueren alguns incidents aïllats de violència contra la policia com llançament de pedres o atacs amb mobiliari i objectes contundents, i el ministeri de l'Interior declarà que 33 agents de policia (19 Policies Nacionals i 14 Guàrdies Civils) resultaren ferits durant les actuacions.
Dies més tard, l'ONG Human Rights Watch va redactar un article condemnant la violència policial i qualificant-la d'"excessiva". En el seu informe anual que presentà a París inclogué el tema de Catalunya amb la violència policial durant l'1-O, l'aplicació de l'article 155 que va suposar la dissolució del govern i els judicis a càrrecs electes.

### Votacions

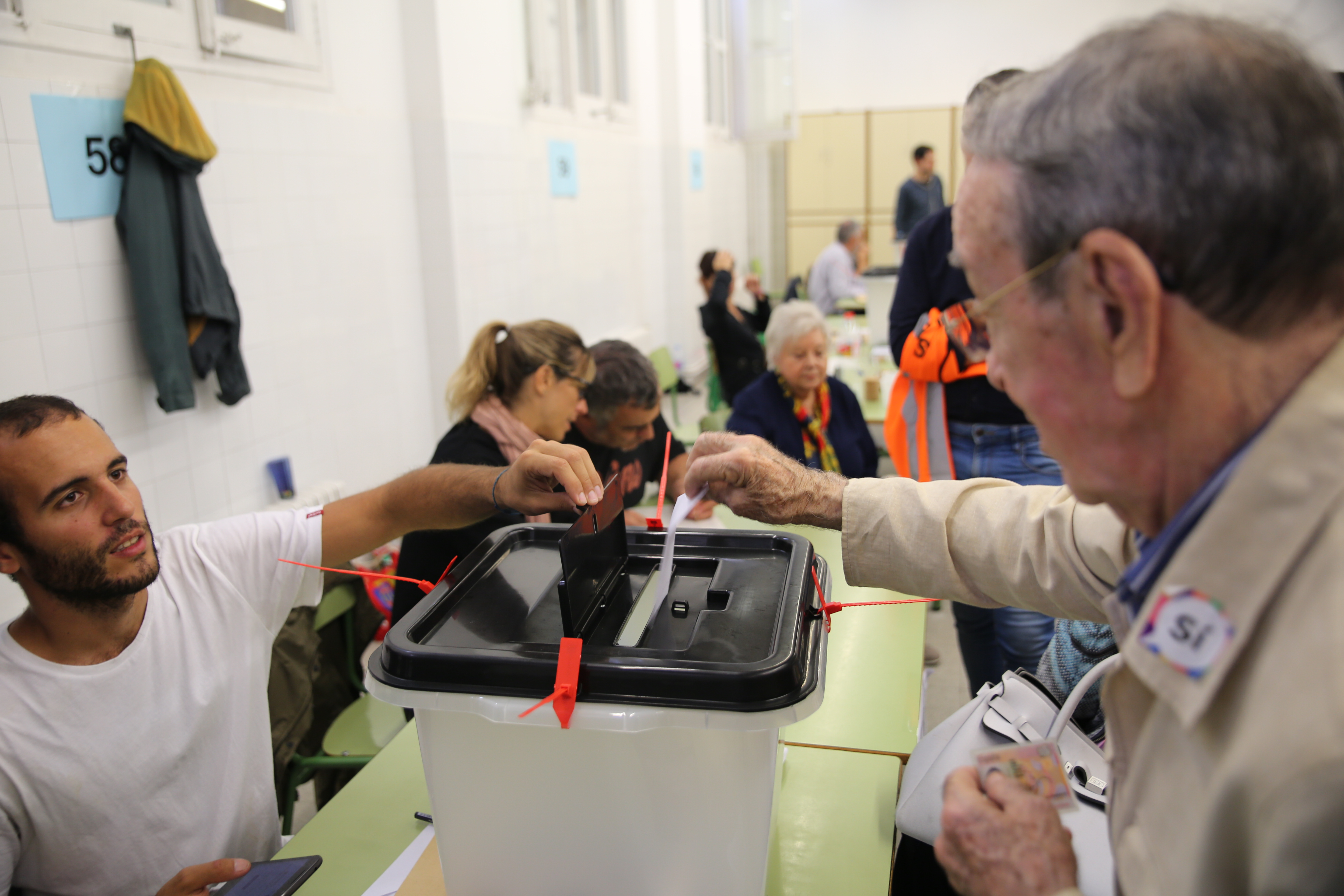
Votacions durant la jornada.

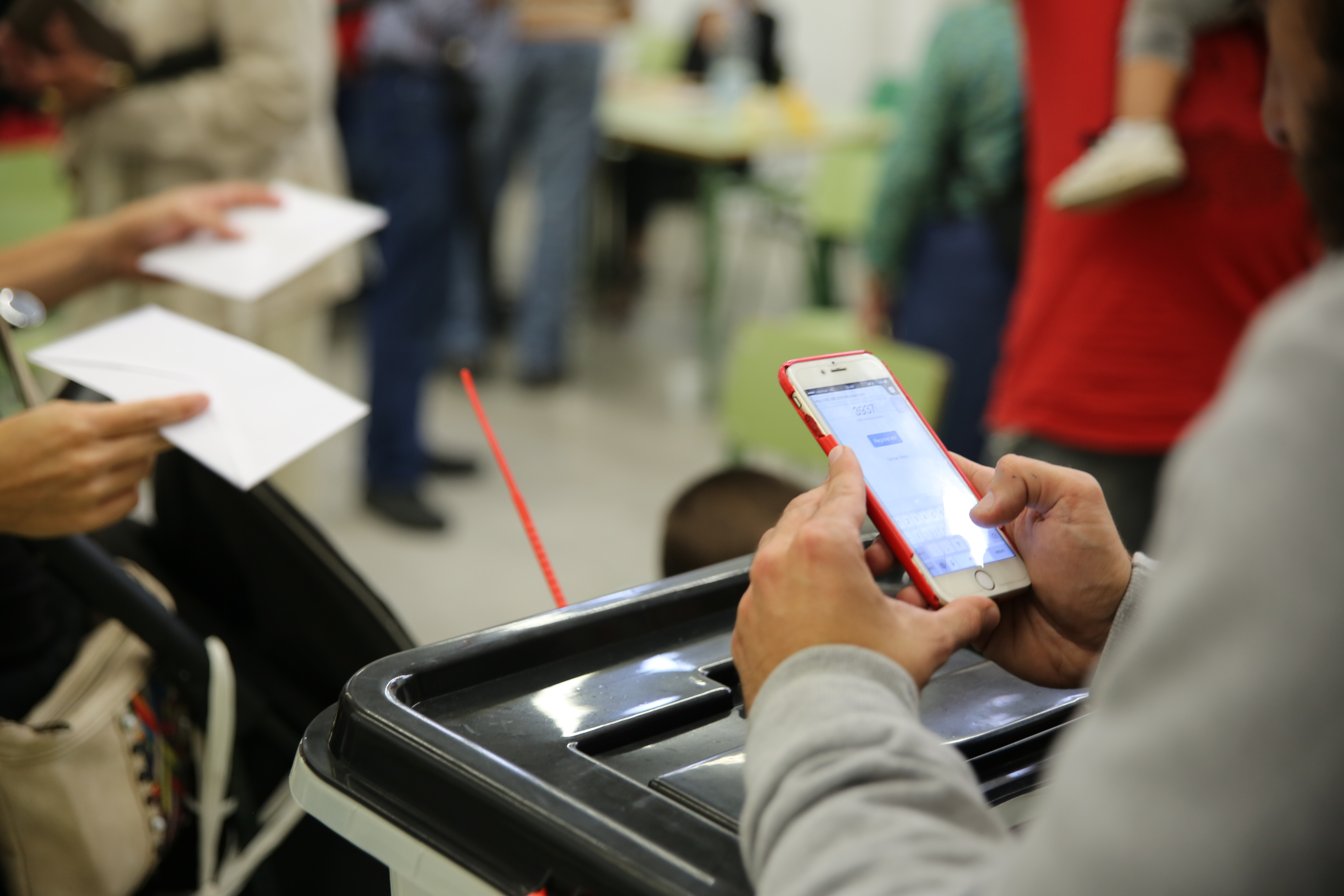
Un membre de mesa comptabilitza els vots mitjançant la web del cens.

Durant les votacions, van haver-hi diversos problemes informàtics causats per atacs. La web https://www.referendum.cat va ser tancada per la Guàrdia civil i es va haver d'obrir-ne rèpliques. El mateix dia del referèndum, el govern català va activar el cens universal, per tal que «totes les persones a qui hagin tancat el punt de votació o el tanquin durant el dia […] poden votar a qualsevol punt de votació que trobin obert. A cada taula hi haurà un sistema per consultar el cens universal i validar que ningú hagi votat anteriorment. Es farà mitjançant un sistema electrònic que permet consultar tot el cens», segons que va anunciar Jordi Turull, conseller de la Presidència i portaveu del govern.
Segons alguns mitjans de comunicació anti-referèndum, això permeté que «un mateix ciutadà fos capaç de votar diverses vegades en diferents centres sense cap mena d'impediment», tot i que els sistema informàtic alertava quan identificava un ciutadà que ja havia emès el vot.
Per altra banda, altres mitjans pro-referèndum demostraren amb testimonis que no es podia votar més d'una vegada.

### Tancament dels col·legis
Durant tot el dia, diversos ciutadans romanien als col·legis on havien votat per defensar-los dels assalts policials que es duien a terme durant el transcurs del dia. Va ser durant les últimes hores de la jornada quan les entitats i els ciutadans van fer una crida per a defensar els col·legis a l'hora del tancament per evitar que la policia confisqués les urnes plenes de vot o les actes del recompte. Durant el dia, la policia havia clausurat alguns col·legis electorals, i d'altres s'havien traslladat a col·legis més ben defensats per a assegurar els vots, el recompte i les urnes.

### Recompte de vots
Segons alguns mitjans de comunicació, el recompte de vots es va fer a mà, amb paper i llapis; i amb missatges de WhatsApp entre les meses i l'organització a l'haver estat desconnectat el sistema informàtic. Algunes fonts també afirmen que s'arribaren a recomptar vots a la missa d'una Església de Vila-rodona.

## Resultats

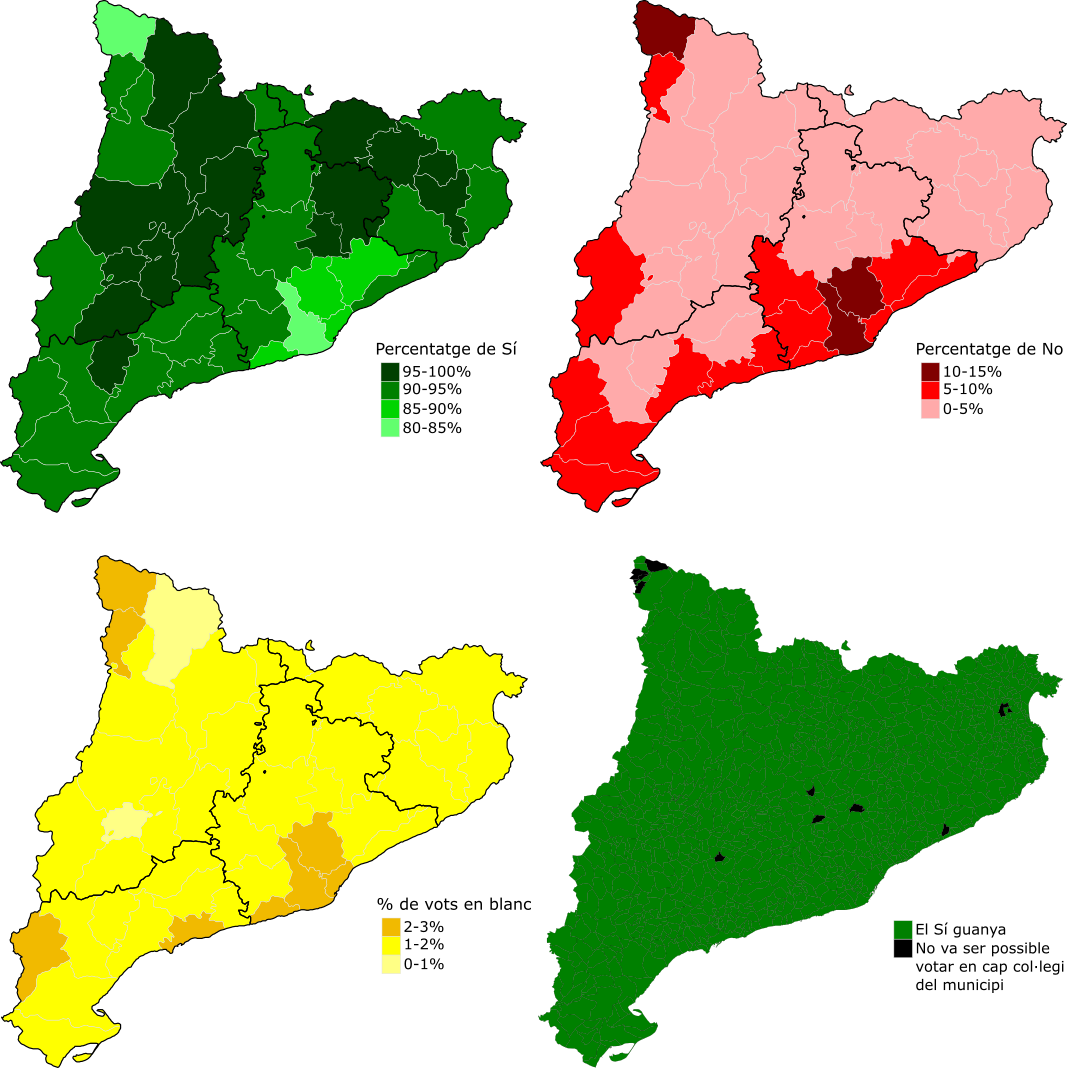
Resultats oficials del referèndum del primer d'octubre a Catalunya. Mapa 1: percentatge de vots favorables al Sí; mapa 2: percentatge de vots favorables al No; mapa 3: percentatge de vots en blanc; mapa 4: on guanya el Sí i a quins municipis no es va poder votar.

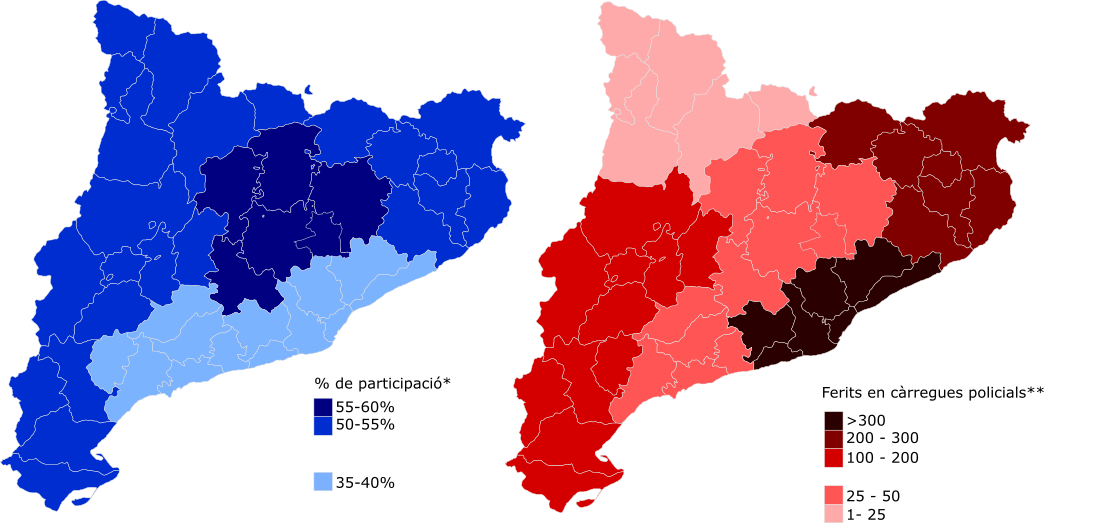
Percentatge de participació (en blau) sobre el total del cens recomptant paperetes «verificades i no segrestades» i nombre de ferits en càrregues. Percentatge de participació (en blau) i nombre de ferits en càrregues policials (en vermell) durant el referèndum del primer d'octubre de 2017.

Els següents són els resultats del referèndum (amb el 100% escrutat).
- Electors: 5.313.564
  - Votants: 2.286.217 (participació del 43,03% dels electors[136]) [només es comptabilitzen les paperetes recomptades; el govern català xifra en 770.000 el cens dels col·legis electorals tancats per Guàrdia Civil, Policia Nacional i Mossos d'Esquadra, incloent els votants que no van poder fer servir el seu col·legi electoral i les urnes amb vots requisats en aquests col·legis][134]
  - Vots nuls: 19.719 (0,86%)
  - Vots vàlids: 2.266.498 (99,14%):
    - Sí: 2.044.038 (90,18%)
    - No: 177.547 (7,83%)
    - Blancs: 44.913 (1,98%)

## Reaccions i fets posteriors

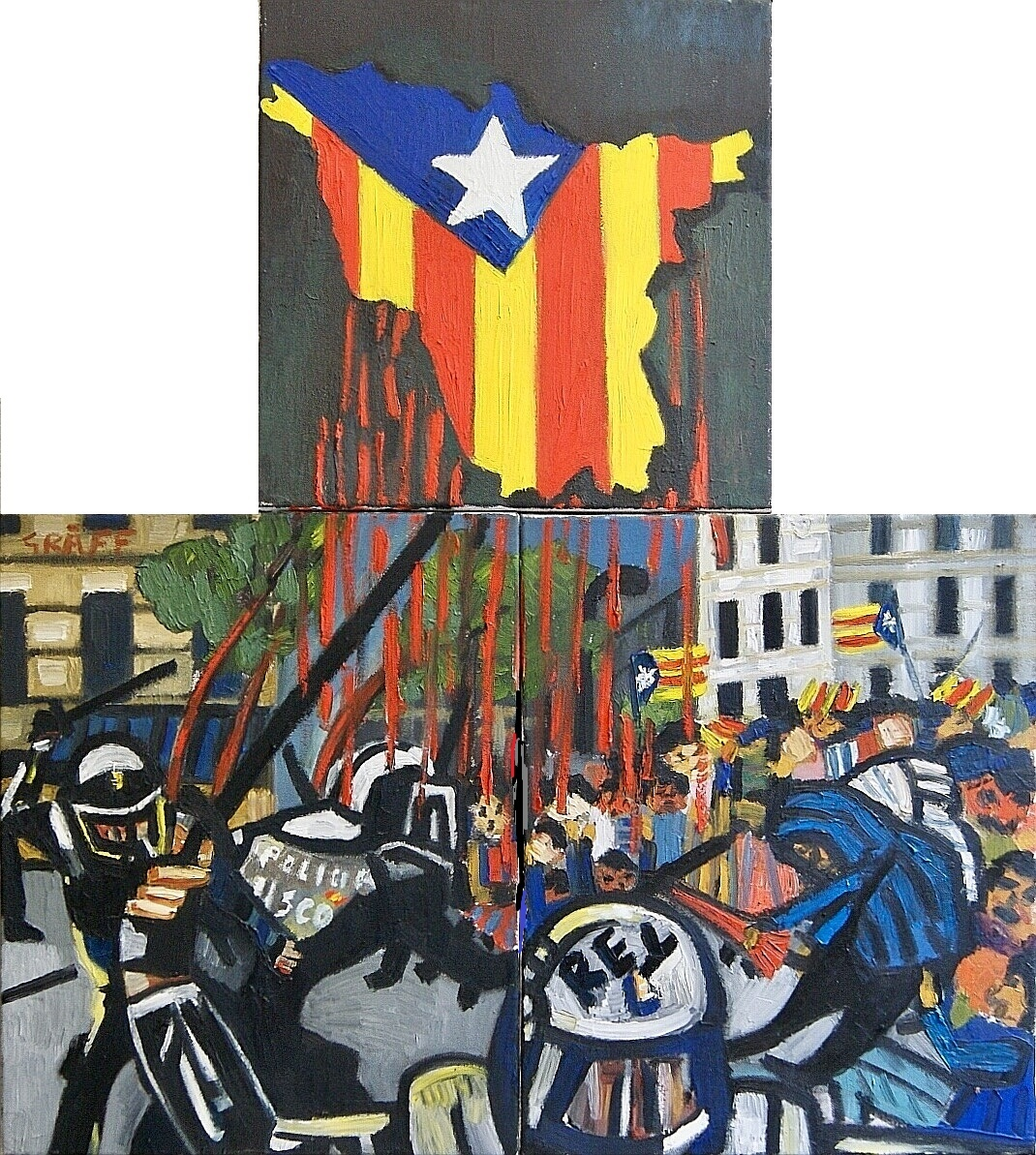
Katalanisches Tryptichon, pintat per Matthias Laurenz Gräff.

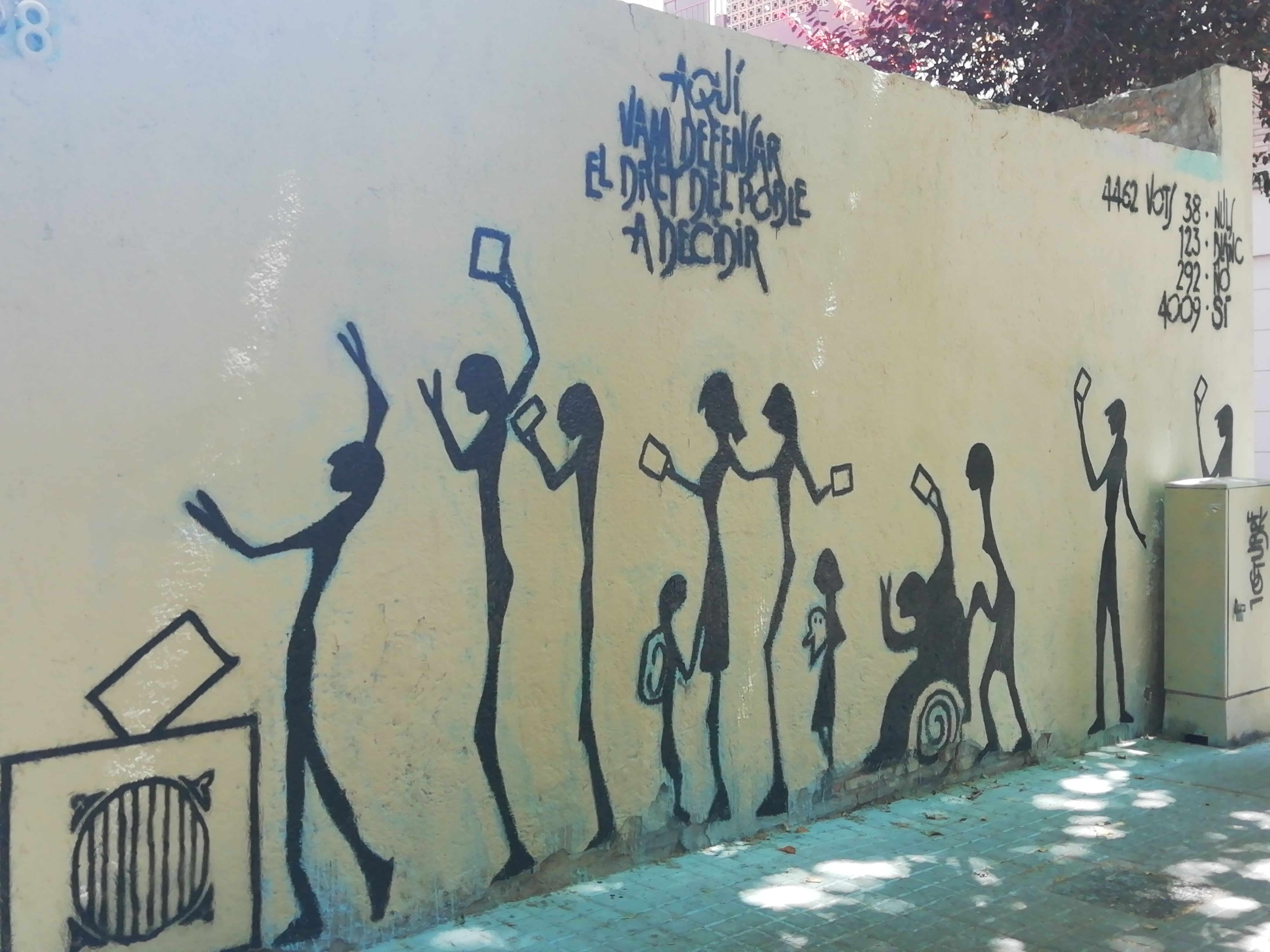
Mural commemoratiu de l'1-O davant un col·legi electoral al barri de Sant Andreu de Barcelona. Vots: 4009 Si, 292 No, 123 en blanc, 28 nuls.

### Representació de les postures als programes televisius de tertúlia de l'Estat Espanyol
Un estudi fet pel Consell Audiovisual de Catalunya trobà que TV3 presentà una major varietat que Antena 3, La Sexta, Telecinco, Canal 24H, La 1, TVE (versió catalana) i 3/24. La poca varietat de gent posicionada en tres possibilitats fou especialment destacada a La 1, Antena 3, Canal 24H i Telecinco.

### Suport de la Unió Europea a les actuacions del Govern Espanyol
Els principals grups de l'Eurocambra varen manifestar el seu suport al Govern Espanyol i el seu rebuig al referèndum per haver-se desenvolupat en contra de la llei. Un dels pocs defensors d'aquest va ser Nigel Farage, del partit ultradretà UKIP. El vicepresident de la Unió Europea, Frans Timmermans, a més de rebutjar la violació de la legalitat, va demanar el diàleg entre governs.

### Boicot als productes catalans
S'inicià a la resta de l'Estat Espanyol una campanya de boicot als productes fets a Catalunya. Llançaren una aplicació mòbil, Separapp, que consisteix en un cercador d'empreses que t'indica si tenen seu o no a Catalunya.
Les conseqüències del boicot afectaren a les economies d'Extremadura, Aragó i Andalusia perquè són proveïdors de les empreses catalanes boicotejades. També centenars d'empreses catalanes (més de 700) reaccionaren movent la seu social i fiscal fora de Catalunya.

### Vaga general
Amb motiu de les actuacions policials dutes per la Guàrdia Civil i el Cos Nacional de Policia durant el referèndum, diverses entitats, sindicats, organitzacions i càrrecs del Govern català, així com diputats, senadors i d'altres, se sumen a la vaga general convocada a Catalunya el 3 d'octubre de 2017.

### Manifestació a favor de la unitat d'Espanya
El 8 d'octubre de 2017 es va convocar una manifestació sota el lema «Prou! Recuperem el seny» convocada per Societat Civil Catalana, amb 350.000 persones comptabilitzades segons la Guàrdia Urbana, 950.000 segons les entitats convocants i 170.000 segons alguns mitjans que empraren els mètodes i densitats utilitzats per a calcular manifestants durant l'11 de setembre i el 3 d'octubre del mateix any. Ciutadans i el PP se sumaren a la convocatòria.

### Pronunciaments d'organitzacions internacionals pels drets humans
Una relatora del Consell de Drets Humans de l'ONU per a les llibertats de reunió i associació, Annalisa Ciampi, el 4 d'octubre signà junt a tres experts i relators independents de la mateixa organització una crida demanant que s'investigara les causes de perquè hi havia centenars de persones (inclosos policies) ferides pels fets de l'1O i lamentaven la "irrupció de violència durant las votacions".
L'organització que controla el compliment dels drets humans (Human Rights Watch), publicà el desembre d'aquell any un informe on declarava que la violència exercida per la Guàrdia Civil i la Policia Nacional a manifestants pacífics no tenia cap justificació. També indicà com a minoritaris els casos de violència dels manifestants cap a les forces estatals. També demanà al Govern espanyol una investigació de les denúncies. L'informe es basà en entrevistes amb víctimes i testimonis, proves fotogràfiques, audiovisuals i mèdiques, incloent el vídeo dels fets ocorreguts a Girona, Aiguaviva i Fonollosa.

### Declaració d'independència
El 10 d'octubre de 2017, en una sessió al Parlament de Catalunya, Carles Puigdemont va fer una declaració parcial d'independència, a l'espera d'una mediació internacional.

### Detencions per part de l'Audiència Nacional
Després d'haver estat citats, per segona vegada, el 16 d'octubre de 2017 a les 10.00 h, a declarar davant l'Audiència Nacional, el president de l'ANC, el president d'Òmnium, el major Trapero i la intendent Laplana, la jutgessa de l'Audiència Nacional Carmen Lamela va decretar presó incondicional, per un delicte de sedició, per a Jordi Sànchez i Jordi Cuixart i va fixar compareixences quinzenals per al major dels Mossos Trapero i per a la intendent Teresa Laplana, així com la retirada del passaport i la prohibició d'abandonar el país. Prop de les 23.00 h del mateix dilluns, ingressaren a la presó de Soto del Real, a Madrid, Cuixart i Sànchez. Com a resultat de l'empresonament, diverses persones es van concentrar a la plaça de Sant Jaume en senyal de protesta. A les 22.00 h es produïren diverses esquellotades arreu de Catalunya El dimarts a les 12.00 h es va produir una breu aturada en diversos centres de treball així com universitats i centres educatius, en senyal de protesta i el mateix 17 d'octubre de 2017 ANC i Òmnium convocaren, a les 20.00 h, una "concentració silenciosa" amb espelmes en el tram central de l'Avinguda Diagonal de Barcelona, entre la plaça de Francesc Macià i el Passeig de Gràcia, com a rebuig de l'empresonament contra els dos presidents de les respectives associacions sobiranistes. Aquesta marxa hauria substituït la inicial convocatòria de protesta davant les delegacions del Govern de les quatre províncies de Catalunya.

### Inici de procediments per a l'aplicació de l'Article 155
A les 13.00 h el President del Govern d'Espanya Mariano Rajoy feu una aparició explicant com i perquè s'aplicaria l'article 155 de la Constitució per tal de “restablir la legalitat a Catalunya”. Segons la Guàrdia Urbana, unes 450.000 persones es van manifestar a partir de les 17.00 h per demanar la llibertat dels "Jordis" i per manifestar el descontentament envers les declaracions que el Govern Espanyol feu al matí sobre l'aplicació de l'article 155 en una marxa convocada per la Taula per la Democràcia. El president de la Generalitat de Catalunya Carles Puigdemont anuncià la seva participació en la manifestació tot seguit d'anunciar la seva compareixença a televisió que faria la mateixa nit del dissabte. Prop de les 19.00 h hi hagué una concentració espontània a la Plaça de Sant Jaume de Barcelona davant del Palau de la Generalitat on es trobaven els membres del Govern després d'haver acabat la manifestació de la tarda.

### Operació (hacker) Catalunya
Arran de la decisió per part de l'Estat d'aplicar l'article 155 de la Constitució, la comunitat de hackers Anonymous van realitzar un ciberatac a la web del Tribunal Constitucional d'Espanya, al matí, i al vespre les webs dels ministeris de Justícia, Economia i Foment i durant una estona la web del PP i la de la Fundació Nacional Francisco Franco, que va deixar de funcionar el matí del dissabte, tot i que després es restablí el bon funcionament de la web. El dilluns 23 d'octubre van fer caure la web del Centre Nacional d'Intel·ligència (CNI), romanent inactiva unes més de 24 hores així com diversos atacs a webs com la de Turespaña, Banca March i diversos proveïdors tecnològics, com Flexinet i Telitec. També varen divulgar correus i telèfons del govern espanyol anunciant el que anomenaren la "Fase II de l'operació Catalunya". La matinada de dimecres 25 d'octubre varen "atacar" la web de la Casa Reial.

### Mobilitzacions estudiantils, aprovació de l'article 155 al Senat i Ple al Parlament
El dijous 26 d'octubre de 2017 Universitats per la República i sindicats d'estudiants van convocar una vaga d'estudiants amb diferents mobilitzacions arreu de Catalunya, per a protestar contra l'aplicació de l'article 155 i la intervenció de l'autogovern a Catalunya. Hi hagué mobilitzacions a la UdG a Girona, la biblioteca Campus de Cappont de Lleida i el Campus Catalunya de Tarragona, segons un comunicat d'Universitats per la República. A Barcelona, diferents columnes iniciaren la marxa per concentrar-se, a les 12.00 h, a la plaça de la Universitat. Seguidament varen reprendre la marxa que va passar per davant de la seu d'Òmnium Cultural i acabarà a la plaça de Sant Jaume. El president anuncià que faria una declaració institucional a les 13.30 h, ajornant-la a les 14.00 h a l'espera de noves decisions i declaracions dels partits a favor de la unitat d'Espanya i finalment feu la declaració al Palau de la Generalitat a les 17.00 h, afirmant el manteniment del ple previst, finalment, a les 18.00 h al Parlament de Catalunya després d'una reunió, de la junta de portaveus del Parlament, a les 16.45 h. Paral·lelament s'intervení, en torns de paraula, en la Comissió del Senat envers Catalunya i l'article 155. El ple al Parlament, amb l'únic punt del dia el debat de l'article 155, va continuar divendres 27 d'octubre junt amb una convocatòria per part de l'ANC i altres grups per la independència a les 12.00 h davant del Parlament per «defensar la república», enfront de la possibilitat que el ple acabi acabés aprovant la Declaració unilateral d'independència (DUI). La Comissió del Senat per l'aplicació de l'article 155 discutí paral·lelament l'aplicació del mateix article 155 que fou aplicat finalment.

### Declaració de la Independència

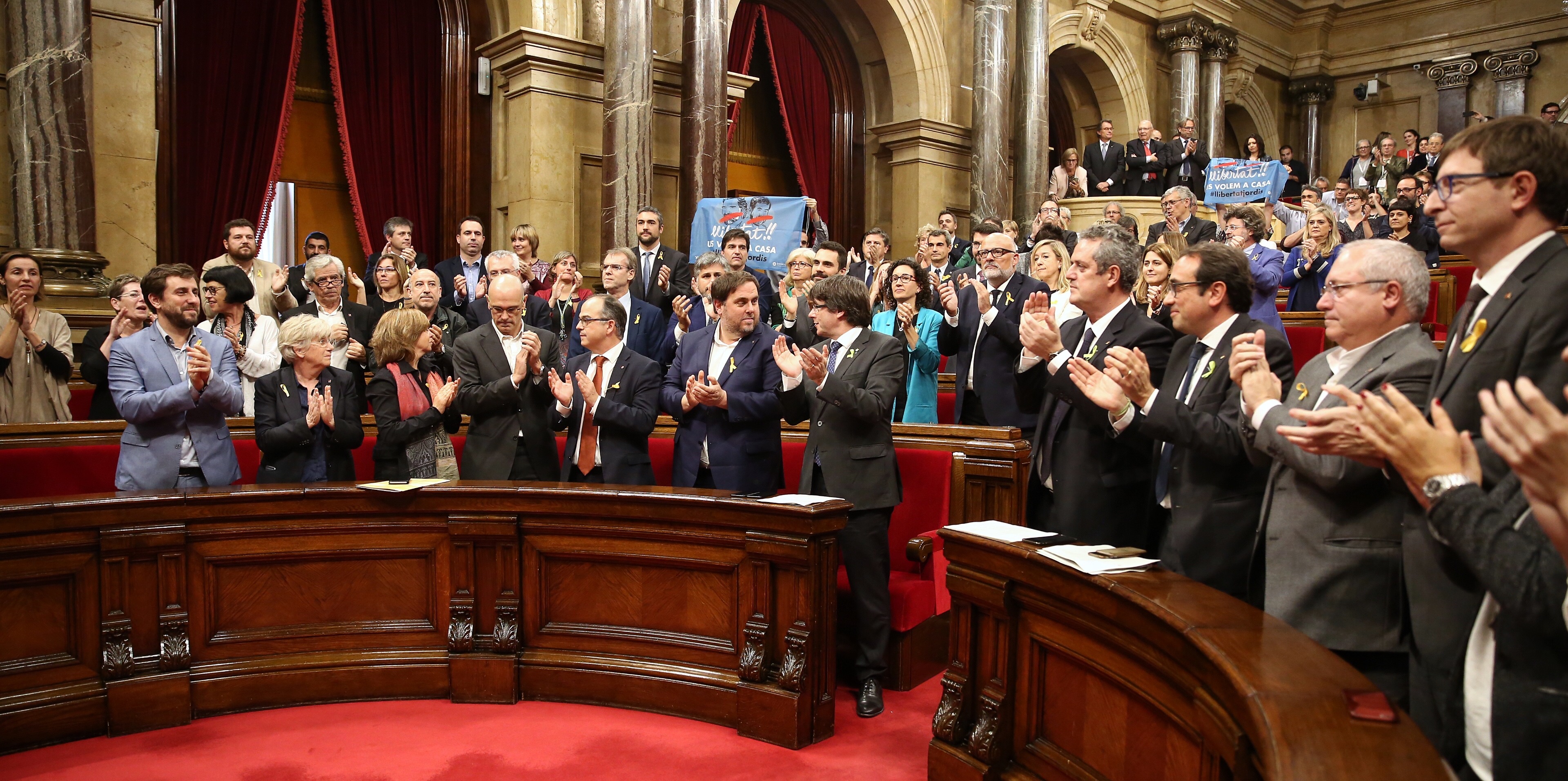
Procamació de la independència.

El 27 d'octubre de 2017, a les 15.27 h, el Parlament de Catalunya va aprovar la declaració, que proclama la República Catalana aplicant els resultats del referèndum d'autodeterminació del primer d'octubre del mateix any, amb 70 vots a favor, 2 en blanc, 10 en contra i la retirada de 53 diputats com a protesta. El Senat d'Espanya aprovà les mesures del govern espanyol de l'article 155 de la Constitució espanyola amb abstencions a vot de José Montilla i Francesc Antich. Arran de la declaració d'independència, alguns Ajuntaments, com els de Girona i Sabadell, retiraren les banderes espanyoles de les seves façanes. L'ANC i Òmnium cridaren a celebrar, a les 18.00 h, la «Festa de proclamació de la República» i ompliren diversos carrers de Barcelona, principalment els carrers al voltant de la plaça de Sant Jaume, així com la mateixa plaça. Diversos líders de partits polítics d'arreu recolzaren i donaren suport a la proclamació d'independència, d'altres, mantingueren el seu suport al Govern d'Espanya. Prop de les 20.00 h un grup d'ultres atacà la seu de Catalunya Ràdio trencant vidres i impedint la sortida als treballadors. Amb l'aplicació vigent pel Senat de l'article 155, hi havia una confrontació de legalitats entre una proclamació d'independència per part del Govern català i l'aplicació de l'article 155 per part del Govern d'Espanya.

### Mapa interactiu
El 13 de gener de 2018 es feu conèixer la creació d'un mapa interactiu creat amb la intenció d'explicar d'una forma gràfica i fàcil els fets que succeïren durant el referèndum. Aquest mapa inclou des de les càrregues policials fins a les activitats populars organitzades per voluntaris. Les localitzacions marcades amb un punter negre indiquen les localitats que no varen sofrir violència policial i les marcades amb un punter vermell mostren els punts on varen haver-hi càrregues policials. Hi ha 133 punts documentats de moment i en el mapa, en clicar sobre d'aquests punts, es poden visualitzar imatges i vídeos relatius a la localització.

### Identificació dels responsables dels operatius policials durant el referèndum
El 14 de gener de 2018 es feu conèixer que s'havien identificat els responsables dels operatius policials que varen carregar durant la jornada del referèndum en diversos col·legis electorals de Girona. Advocats representants de més de 200 afectats anunciaren que s'han pogut dur a terme uns 30 reconeixements de policies. Els advocats que representen a les víctimes lamentaren però que el Ministeri de l'Interior es mostri reticent a més a més que el govern d'Espanya tan sols facilités la identitat dels tres màxims responsables. Un dels advocats, Albert Carreras, digué a l'ACN: «No tenim encara el gran nombre d'agents identificats, això és una feina que haurem de fer a poc a poc, a partir de les imatges que els mitjans de comunicació han començat a portar al jutjat. A partir d'aquí anirem extraient els números d'agent i els començarem a citar, si cal. Els responsables són reticents a donar informació i es va donant aquesta informació a poc a poc, de moment però, sembla que van complint.» El 14 de març de 2018 estan citats a declarar cinc agents de la Guàrdia Civil al jutjat d'instrucció número 4 d'Amposta investigats pels successos durant el referèndum de l'1-O concretament per les càrregues policials a Sant Carles de la Ràpita. Aquests varen ser identificats a partir de gravacions i fotografies preses durant la jornada. També a Manresa han estat citats —com a testimonis— deu agents de la Guàrdia Civil.
El Ministeri d'Interior espanyol digué l'abril de 2018 que cap agent que actuà seria expedientat.

### Acusacions de malversació de fons públics
El jutge del Tribunal Suprem, Pablo Llarena, acusà a la Generalitat Catalana d'haver destinats diners a l'organització del referèndum il·legal, suposant delicte de malversació. El govern espanyol (basant-se en el control dels comptes de la Generalitat intervinguts des del 2015 pel Ministeri d'Hisenda) contradigué les dades en les que es basava el jutge.
En el judici al procés independentista, el Ministeri de finances espanyol estimà una quantitat de mínim 917.000 euros malversats.

## Posicions

### Moviment independentista
El moviment independentista, partidari de la independència, va presentar la Campanya del Sí com a plataforma unitària a favor del «Sí». Formen part del moviment, les candidatures Junts pel Sí i Candidatura d'Unitat Popular - Crida Constituent.

### Moviment unionista
El moviment unionista, és a dir, el partidari de mantenir una situació de dependència política, va decidir no realitzar cap campanya unitària pel «No». De fet, el moviment contrari a la creació d'una República Catalana independent va optar per oposar-se a la celebració del referèndum aprovat pel Parlament de Catalunya. Formen part del moviment dependentista: Ciutadans - Partit de la Ciutadania, el Partit dels Socialistes de Catalunya i el Partit Popular. La posició del Govern d'Espanya també és d'oposició al referèndum i les seves actuacions tenen com a objectiu impedir la realització del referèndum. De fet, el president d'Espanya va declarar que estava disposat «a tot» per tal que no es pogués dur a terme el referèndum.

### Enquestes sobre la Independència de Catalunya
| Empresa enquestadora                                 | Data               | Camp de mostra | Sí           | No          | Altres/ Abst. | Question | Avantatge | Pregunta |    |    |   |   |    |       |
| ---------------------------------------------------- | ------------------ | -------------- | ------------ | ----------- | ------------- | -------- | --------- | -------- | -- | -- | - | - | -- | ----- |
| Empresa enquestadora                                 | Data               | Camp de mostra | The National | 30 Set 2017 | 3300          | Question | Avantatge | Pregunta | 83 | 16 | 2 | — | 67 | [ I ] |
| Celeste-tel/El diario.es                             | 12–15 Set 2017     | 800            | 59,5         | 30,7        | 5,4           | 4,4      | 28,8      | [ I ]    |    |    |   |   |    |       |
| Opinòmetre/Ara                                       | 16 Set 2017        | 1000           | 44.1         | 38.1        | 3.9           | 13.9     | 6         | [ I ]    |    |    |   |   |    |       |
| SocioMétrica/El Español                              | 5 Set 2017         | 1000           | 72           | 28          | —             | —        | 44        | —        |    |    |   |   |    |       |
| Opinòmetre/Ara                                       | 17–20 Jul 2017     | 1000           | 41.6         | 18          | 27            | 13.4     | 23.6      | [ I ]    |    |    |   |   |    |       |
| GESOP/CEO                                            | 26 Jun–11 Jul 2017 | 1500           | 39           | 23.47       | 23.06         | 14.47    | 15.53     | [ I ]    |    |    |   |   |    |       |
| GAD3/La Vanguardia                                   | 23–29 Jun 2017     | ?              | 42           | 37.6        | —             | —        | 4.4       | [ I ]    |    |    |   |   |    |       |
| Opinòmetre/Ara                                       | 12–15 Jun 2017     | 1000           | 67           | 19          | —             | 14       | 48        | [ I ]    |    |    |   |   |    |       |
| GESOP/CEO                                            | 6–21 Mar 2017      | 1500           | 43.3         | 22.2        | 28.6          | 5.9      | 21.1      | [ II ]   |    |    |   |   |    |       |
| GESOP/CEO                                            | 6–21 Mar 2017      | 1500           | 44.3         | 48.5        | —             | 7.2      | 4.2       | [ III ]  |    |    |   |   |    |       |
| GAD3/La Vanguardia                                   | 2–5 Jan 2017       | 601            | 42.3         | 41.9        | 5.9           | 9.9      | 0.4       | [ IV ]   |    |    |   |   |    |       |
| NC Report/La Razón                                   | 16–23 Dec 2016     | 1000           | 44.8         | 47.2        | —             | 8.0      | 2.4       | [ V ]    |    |    |   |   |    |       |
| DYM/CEO                                              | 12–17 Dec 2016     | 1047           | 45.3         | 46.8        | —             | 7.8      | 1.5       | [ III ]  |    |    |   |   |    |       |
| GESOP/El Periódico                                   | 12–14 Dec 2016     | 800            | 48.9         | 40.3        | 2.4           | 8.5      | 8.6       | [ VI ]   |    |    |   |   |    |       |
| Opinòmetre/CEO                                       | 17 Oct–3 Nov 2016  | 1500           | 44.9         | 45.1        | —             | 9.9      | 0.2       | [ III ]  |    |    |   |   |    |       |
| GESOP/ICPS                                           | 26 Sep–17 Oct 2016 | 1200           | 46.6         | 33.8        | 15.0          | 4.7      | 10.2      | [ VII ]  |    |    |   |   |    |       |
| NC Report/La Razón                                   | 2–6 Aug 2016       | 1255           | 41.3         | 43.2        | —             | 15.5     | 1.9       | [ VIII ] |    |    |   |   |    |       |
| Opinòmetre/CEO                                       | 28 Jun–13 Jul 2016 | 1500           | 47.7         | 42.4        | —             | 10.0     | 5.3       | [ III ]  |    |    |   |   |    |       |
| GAD3/La Vanguardia                                   | 13–16 Jun 2016     | 800            | 48.4         | 35.3        | 7.7           | 8.6      | 13.1      | [ IV ]   |    |    |   |   |    |       |
| Opinòmetre/CEO                                       | 22 Feb–8 Mar 2016  | 1500           | 45.3         | 45.5        | —             | 9.2      | 0.2       | [ III ]  |    |    |   |   |    |       |
| NC Report/La Razón                                   | 28–31 Dec 2015     | 1255           | 44.1         | 49.7        | —             | 6.2      | 5.6       | [ IX ]   |    |    |   |   |    |       |
| DYM/El Confidencial                                  | 30 Nov–3 Dec 2015  | 504            | 37.0         | 54.0        | —             | 9.0      | 17.0      | [ X ]    |    |    |   |   |    |       |
| Feedback/La Vanguardia                               | 20–27 Nov 2015     | 1000           | 45.5         | 48.7        | —             | 5.2      | 3.2       | [ XI ]   |    |    |   |   |    |       |
| GESOP/CEO                                            | 16–23 Nov 2015     | 1050           | 46.6         | 48.2        | —             | 5.2      | 1.6       | [ III ]  |    |    |   |   |    |       |
| Opinòmetre/CEO                                       | 5–27 Oct 2015      | 2000           | 46.7         | 47.8        | —             | 5.6      | 1.1       | [ III ]  |    |    |   |   |    |       |
| Eleccions al Parlament de Catalunya de 2015          |                    |                |              |             |               |          |           |          |    |    |   |   |    |       |
| Feedback/La Vanguardia                               | 14–17 Sep 2015     | 1000           | 45.2         | 45.9        | —             | 8.9      | 0.7       | [ XI ]   |    |    |   |   |    |       |
| Metroscopia/El País                                  | 14–16 Sep 2015     | 2000           | 45.0         | 46.0        | —             | 9.0      | 1.0       | [ XII ]  |    |    |   |   |    |       |
| DYM/El Confidencial                                  | 14–16 Sep 2015     | 1157           | 50.0         | 42.0        | —             | 8.0      | 8.0       | [ X ]    |    |    |   |   |    |       |
| Sigma Dos/El Mundo                                   | 31 Aug–3 Sep 2015  | 1400           | 44.4         | 46.2        | —             | 9.4      | 1.8       | [ XIII ] |    |    |   |   |    |       |
| Feedback/La Vanguardia                               | 6–9 Jul 2015       | 1000           | 44.5         | 48.4        | —             | 7.1      | 3.9       | [ XIV ]  |    |    |   |   |    |       |
| Opinòmetre/CEO                                       | 2–24 Jun 2015      | 2000           | 42.9         | 50.0        | —             | 7.1      | 7.1       | [ III ]  |    |    |   |   |    |       |
| Feedback/La Vanguardia                               | 27–29 Apr 2015     | 1000           | 43.7         | 47.9        | —             | 8.3      | 4.2       | [ XIV ]  |    |    |   |   |    |       |
| Opinòmetre/CEO                                       | 9 Feb–2 Mar 2015   | 2000           | 44.1         | 48.0        | —             | 7.8      | 3.9       | [ III ]  |    |    |   |   |    |       |
| DYM/CEO                                              | 9–13 Dec 2014      | 1100           | 44.5         | 45.3        | —             | 10.3     | 0.8       | [ III ]  |    |    |   |   |    |       |
| GESOP/ICPS                                           | 12 Nov–6 Dec 2014  | 1200           | 49.9         | 27.4        | 18.8          | 4.1      | 22.5      | [ VII ]  |    |    |   |   |    |       |
| Feedback/La Vanguardia                               | 1–4 Dec 2014       | 1000           | 47.4         | 42.9        | —             | 9.7      | 4.5       | [ XIV ]  |    |    |   |   |    |       |
| Sigma Dos/El Mundo                                   | 17–20 Nov 2014     | 1000           | 35.7         | 44.7        | 9.6           | 10.0     | 9.0       | [ III ]  |    |    |   |   |    |       |
| Consulta sobre la independència de Catalunya de 2014 |                    |                |              |             |               |          |           |          |    |    |   |   |    |       |
| GESOP/8tv                                            | 30 Oct 2014        | 1600           | 46.2         | 38.0        | —             | 15.8     | 8.2       | [ III ]  |    |    |   |   |    |       |
| Opinòmetre/CEO                                       | 29 Sep–23 Oct 2014 | 2000           | 49.4         | 32.3        | 8.4           | 10.0     | 17.1      | [ III ]  |    |    |   |   |    |       |
| Sigma Dos/El Mundo                                   | 26–29 Aug 2014     | ?              | 34.0         | 39.5        | —             | 19.2     | 5.5       | [ III ]  |    |    |   |   |    |       |
| Feedback/La Vanguardia                               | 30 Apr–8 maig 2014 | 577            | 43.4         | 43.5        | —             | 13.4     | 0.1       | [ III ]  |    |    |   |   |    |       |
| Opinòmetre/CEO                                       | 24 Mar–15 Apr 2014 | 2000           | 47.2         | 27.9        | 12.4          | 12.6     | 19.3      | [ III ]  |    |    |   |   |    |       |
| GESOP/El Periódico                                   | 26–28 Feb 2014     | 800            | 46.1         | 36.3        | —             | 17.6     | 9.8       | [ III ]  |    |    |   |   |    |       |
| GESOP/El Periódico                                   | 12–13 Dec 2013     | 800            | 44.1         | 36.2        | —             | 19.7     | 7.9       | [ III ]  |    |    |   |   |    |       |
| Feedback/La Vanguardia                               | 16–19 Nov 2013     | 1000           | 44.9         | 45.0        | —             | 10.1     | 0.1       | [ III ]  |    |    |   |   |    |       |
| GESOP/CEO                                            | 4–14 Nov 2013      | 2000           | 54.7         | 22.1        | 17.0          | 6.3      | 32.6      | [ VII ]  |    |    |   |   |    |       |
| GESOP/El Periódico                                   | 16–18 Oct 2013     | 800            | 53.3         | 41.5        | —             | 5.3      | 11.8      | [ XV ]   |    |    |   |   |    |       |
| GESOP/ICPS                                           | 25 Sep–10 Oct 2013 | 800            | 48.6         | 25.2        | 21.9          | 4.3      | 23.4      | [ VII ]  |    |    |   |   |    |       |
| GESOP/CEO                                            | 31 May–13 Jun 2013 | 2000           | 55.6         | 23.4        | 15.9          | 5.1      | 32.2      | [ VII ]  |    |    |   |   |    |       |
| GESOP/El Periódico                                   | 28–31 maig 2013    | 800            | 57.8         | 36.0        | —             | 6.3      | 21.8      | [ XV ]   |    |    |   |   |    |       |
| GESOP/CEO                                            | 4–14 Feb 2013      | 2000           | 54.7         | 20.7        | 18.1          | 6.4      | 34.0      | [ VII ]  |    |    |   |   |    |       |
| GESOP/El Periódico                                   | 14–16 Jan 2013     | 800            | 56.9         | 35.0        | —             | 8.2      | 21.9      | [ XV ]   |    |    |   |   |    |       |
| GESOP/ICPS                                           | 27 Nov–20 Dec 2012 | 1200           | 49.2         | 29.2        | 15.1          | 6.5      | 20.0      | [ VII ]  |    |    |   |   |    |       |
| Eleccions al Parlament de Catalunya de 2012          |                    |                |              |             |               |          |           |          |    |    |   |   |    |       |
| Feedback/La Vanguardia                               | 12–16 Nov 2012     | 1000           | 47.5         | 40.2        | —             | 10.1     | 7.3       | [ XVI ]  |    |    |   |   |    |       |
| Feedback/La Vanguardia                               | 6–9 Nov 2012       | 1000           | 47.9         | 39.9        | —             | 10.2     | 8.0       | [ XVI ]  |    |    |   |   |    |       |
| DYM/CEO                                              | 22–30 Oct 2012     | 2500           | 57.0         | 20.5        | 14.9          | 7.7      | 36.5      | [ VII ]  |    |    |   |   |    |       |
| Feedback/La Vanguardia                               | 22–26 Oct 2012     | 1000           | 52.8         | 35.4        | —             | 9.7      | 17.4      | [ XVI ]  |    |    |   |   |    |       |
| Feedback/La Vanguardia                               | 8–11 Oct 2012      | 1000           | 54.3         | 33.1        | —             | 10.1     | 21.2      | [ XVI ]  |    |    |   |   |    |       |
| Feedback/La Vanguardia                               | 21–27 Sep 2012     | 1200           | 54.8         | 33.5        | —             | 10.2     | 21.3      | [ XVI ]  |    |    |   |   |    |       |
| DYM/CEO                                              | 4–18 Jun 2012      | 2500           | 51.1         | 21.1        | 22.1          | 5.8      | 30.0      | [ VII ]  |    |    |   |   |    |       |
| DYM/CEO                                              | 6–21 Feb 2012      | 2500           | 44.6         | 24.7        | 25.2          | 5.5      | 19.9      | [ VII ]  |    |    |   |   |    |       |
| GESOP/ICPS                                           | 19 Sep–27 Oct 2011 | 2000           | 43.7         | 25.1        | 23.2          | 8.0      | 18.6      | [ VII ]  |    |    |   |   |    |       |
| GESOP/CEO                                            | 29 Sep–13 Oct 2011 | 2500           | 45.4         | 24.7        | 24.4          | 5.6      | 20.7      | [ VII ]  |    |    |   |   |    |       |
| GESOP/CEO                                            | 2–17 Jun 2011      | 2500           | 42.9         | 28.2        | 23.8          | 5.2      | 14.7      | [ VII ]  |    |    |   |   |    |       |
| Noxa/La Vanguardia                                   | 1–2 Sep 2010       | 800            | 40.0         | 45.0        | 10.0          | 5.0      | 5.0       | [ XVII ] |    |    |   |   |    |       |

### Enquestes sobre si s'hauria de realitzar o no un referèndum vinculant
| Empresa enquestadora   | Data               | Camp de mostra | Sí             | No             | Question | Notes                                                       |      |    |      |     |  |
| ---------------------- | ------------------ | -------------- | -------------- | -------------- | -------- | ----------------------------------------------------------- | ---- | -- | ---- | --- |  |
| Empresa enquestadora   | Data               | Camp de mostra | Opinòmetre/Ara | 17–20 Jul 2017 | Question | Notes                                                       | 1000 | 67 | 26.3 | 6.6 |  |
| GESOP/El Periódico     | 19–22 Feb 2017     | ?              | 71.9           | 26.1           | 2.0      | Amb l'Estat permetent un referèndum                         |      |    |      |     |  |
| GAD3/La Vanguardia     | 13–16 Jun 2016     | 800            | 76.6           | 19.7           | 3.6      |                                                             |      |    |      |     |  |
| NC Report/La Razón     | 16–23 Dec 2016     | 1000           | 51.1           | 40.7           | 8.2      | Sobre fer una nova consulta estil 9-N                       |      |    |      |     |  |
| GESOP/El Periódico     | 12–14 Dec 2016     | 800            | 84.6           | 13.8           | 1.6      |                                                             |      |    |      |     |  |
| GESOP/El Periódico     | 12–14 Dec 2016     | 800            | 49.6           | 48.8           | 1.6      | Sobre fer un referèndum sense base legal                    |      |    |      |     |  |
| NC Report/La Razón     | 2–6 Aug 2016       | 1255           | 52.0           | 35.1           | 12.9     | Sobre fer un referèndum acordat                             |      |    |      |     |  |
| GAD3/La Vanguardia     | 13–16 Jun 2016     | 800            | 75.7           | 20.6           | 3.7      |                                                             |      |    |      |     |  |
| DYM/El Confidencial    | 30 Nov–3 Dec 2015  | 504            | 69.0           | 26.0           | 5.0      | Sobre la necessitat de fer un referèndum                    |      |    |      |     |  |
| Feedback/La Vanguardia | 20–27 Nov 2015     | 1000           | 78.8           | 19.9           | 1.3      |                                                             |      |    |      |     |  |
| Feedback/La Vanguardia | 14–17 Sep 2015     | 1000           | 79.2           | 18.6           | 2.2      |                                                             |      |    |      |     |  |
| Feedback/La Vanguardia | 6–9 Jul 2015       | 1000           | 79.8           | 19.4           | 0.8      |                                                             |      |    |      |     |  |
| Feedback/La Vanguardia | 27–29 Apr 2015     | 1000           | 79.1           | 19.4           | 1.5      |                                                             |      |    |      |     |  |
| Feedback/La Vanguardia | 1–4 Dec 2014       | 1000           | 83.9           | 14.5           | 1.6      |                                                             |      |    |      |     |  |
| NC Report/La Razón     | 13–15 Nov 2014     | ?              | 54.3           | 39.9           | 5.8      | Sobre fer un referèndum acordat                             |      |    |      |     |  |
| Feedback/La Vanguardia | 30 Apr–8 maig 2014 | 577            | 74.0           | 24.6           | 1.4      |                                                             |      |    |      |     |  |
| GESOP/El Periódico     | 12–13 Dec 2013     | 800            | 73.6           | 20.0           | 6.4      | Sobre l'estat autoritzant la consulta del 9-N               |      |    |      |     |  |
| Feedback/La Vanguardia | 16–19 Nov 2013     | 1000           | 73.5           | 23.6           | 2.9      |                                                             |      |    |      |     |  |
| GESOP/El Periódico     | 28–31 maig 2013    | 800            | 75.1           | 20.8           | 4.2      | Sobre el Govern espanyol autoritzant un referèndum          |      |    |      |     |  |
| GESOP/El Periódico     | 28–31 maig 2013    | 800            | 69.6           | 25.8           | 2.3      | Sobre fer un referèndum                                     |      |    |      |     |  |
| GESOP/El Periódico     | 14–16 Jan 2013     | 800            | 62.9           | 30.5           | 6.6      | Sobre fer un referèndum tot sense l'autorització de l'estat |      |    |      |     |  |
| Feedback/La Vanguardia | 12–16 Nov 2012     | 1000           | 73.4           | 24.1           | 2.5      |                                                             |      |    |      |     |  |
| Feedback/La Vanguardia | 6–9 Nov 2012       | 1000           | 73.6           | 24.0           | 2.4      |                                                             |      |    |      |     |  |
| Feedback/La Vanguardia | 22–26 Oct 2012     | 1000           | 81.5           | 17.5           | 1.0      |                                                             |      |    |      |     |  |
| Feedback/La Vanguardia | 8–11 Oct 2012      | 1000           | 81.7           | 17.6           | 0.7      |                                                             |      |    |      |     |  |
| Feedback/La Vanguardia | 21–27 Sep 2012     | 1200           | 83.9           | 14.9           | 1.2      |                                                             |      |    |      |     |  |